# Politique étrangère d'Oman
Vous lisez un « bon article » labellisé en 2020.

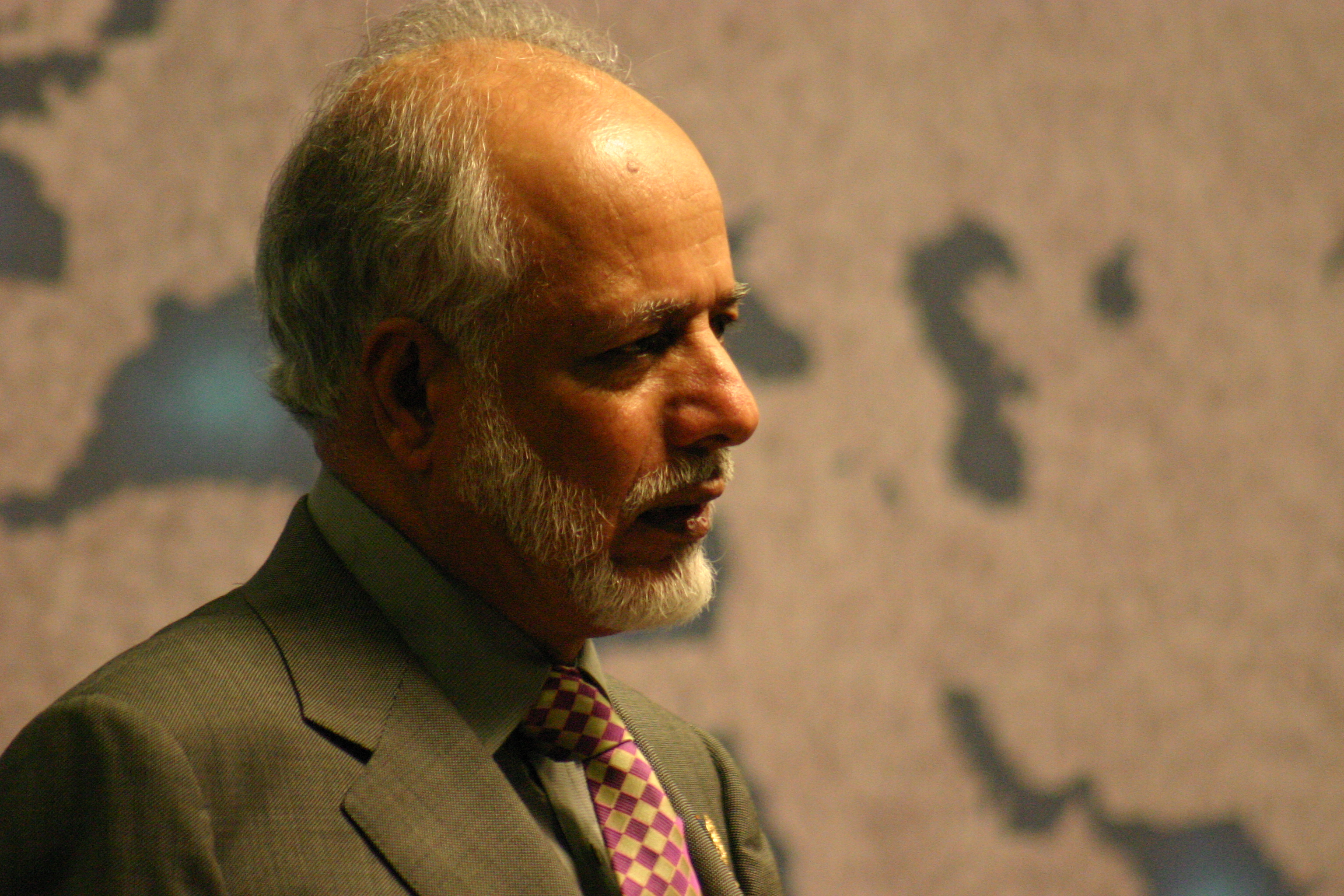
Youssef al-Alawi, ministre omanais des Affaires étrangères de 1982 à 2020.

La politique étrangère d'Oman regroupe l'ensemble des liens diplomatiques entretenus par la monarchie d'Oman depuis la fin du protectorat britannique et l'ouverture du sultanat au monde extérieur au début des années 1970.
Situé sur la côte sud-est de la péninsule arabique et niché entre les Émirats arabes unis, l'Arabie saoudite et le Yémen, Oman partage les eaux du détroit d'Ormuz avec l'Iran. Mascate entretient de bonnes relations avec l'ensemble des acteurs régionaux, en dépit des rivalités et des conflits qui animent le Moyen-Orient, ainsi qu'avec la Grande-Bretagne, ancienne puissance coloniale, et les États-Unis. Sa diplomatie est particulièrement active au vu du nombre important d'ambassades omanaises à l'étranger, et de son ministère des Affaires étrangères qui compte près d'un millier de fonctionnaires, alors que la population du pays est inférieure à cinq millions d'habitants. Surnommé la « Suisse du Golfe » en raison de sa stabilité politique et sa neutralité dans la plupart des affrontements que connaît la région, le sultanat d'Oman assure souvent avec efficacité un rôle de médiateur entre les belligérants en conflit.
Oman est gouverné par un sultan, Haïtham ben Tariq, qui a succédé à son cousin Qabous ibn Saïd à la suite de son décès en janvier 2020, mettant un terme à son règne long de cinquante ans. La fonction de ministre des Affaires étrangères d'Oman a été assurée pendant trente-huit ans par Youssef al-Alawi, entre 1982 et 2020.

## Chronologie des relations

### Sous la gouvernance du sultan Saïd ibn Taimour
Entre 1932 et 1970, Oman est dirigé par le sultan Saïd ibn Taïmour, dont la gouvernance se caractérise par un refus de la modernité, et une fermeture au monde extérieur. En conséquence de ces choix politiques, Oman était le pays le plus pauvre de la péninsule arabique, caractérisé par un analphabétisme généralisé et une situation sanitaire déplorable.

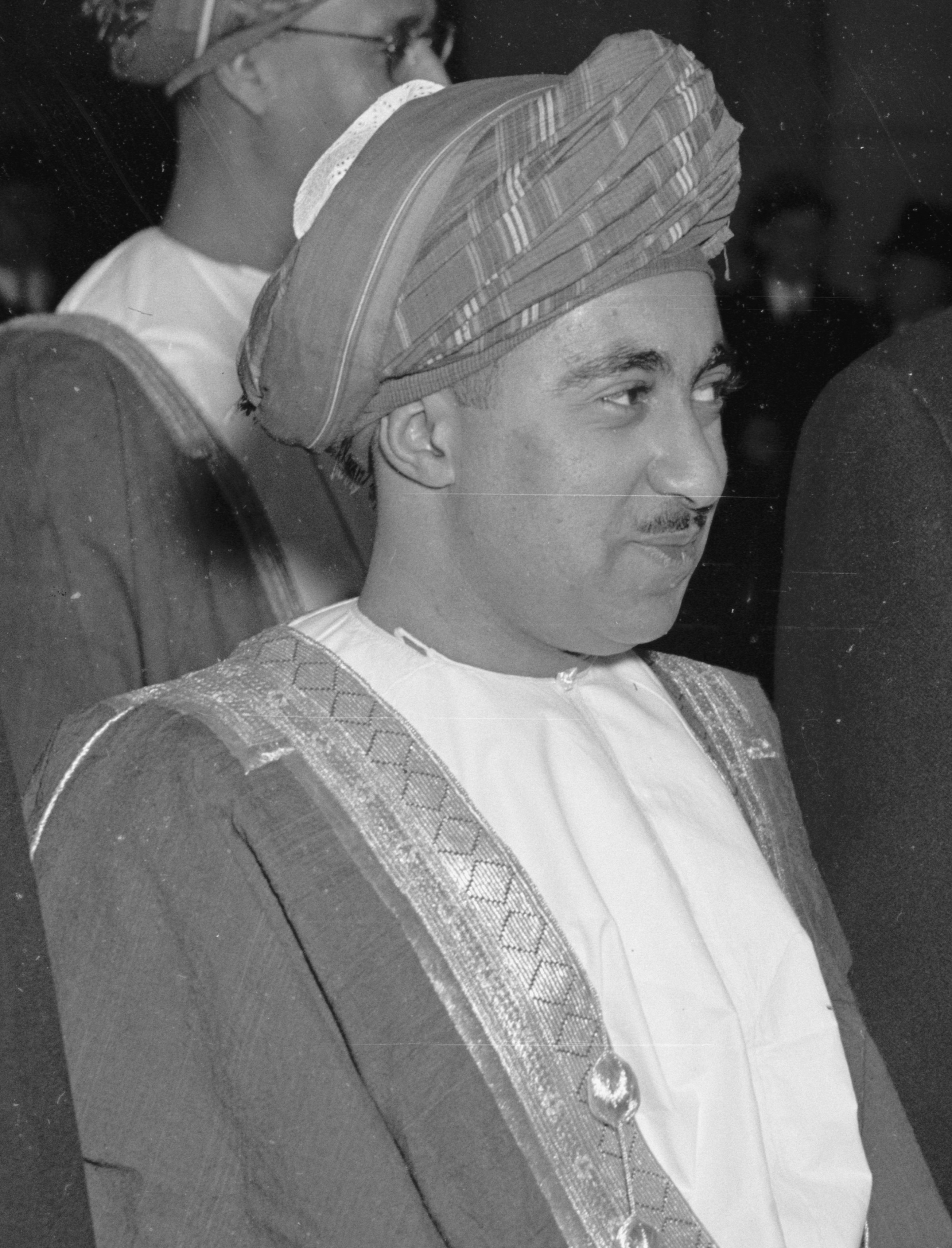
Le sultan d'Oman Saïd ibn Taïmour en 1938.

Le sultanat n'a alors pas d'autre politique étrangère que celle que lui concède la Grande-Bretagne, à qui Saïd ibn Taïmour s'est entièrement remis. Les représentations diplomatiques du sultanat (qui n'a aucune ambassade à l'étranger) se résument à deux consulats, en Inde et en Grande-Bretagne.
En 1964, une rébellion marxiste soutenue par la Chine et l’Union soviétique éclate dans la région du Dhofar frontalière du Yémen. La Chine communiste de Mao Zedong pratique alors par l’intermédiaire de Lin Biao, un prosélytisme marxiste au Dhofar où des exemplaires du Petit Livre rouge sont diffusés, tandis que l'URSS apporte aux rebelles une aide militaire conséquente incluant des lanceurs de missiles antiaériens SAM 7.
Cette révolte est néanmoins réprimée par la famille régnante avec l'aide de l'Iran, de la Jordanie et du Royaume-Uni, allié de longue date du sultanat,. Malgré son échec, ce soulèvement provoque d'importants changements dans le pays. Qabous ibn Saïd renverse son père avec l’aide des Britanniques et lui succède à la tête du sultanat en juillet 1970. Les années suivantes, la légitimité accordée par la population omanaise au nouveau sultan installé par les Britanniques est très faible, tandis que la guerre du Dhofar ne prend fin qu'en 1975.

### Sous la gouvernance du sultan Qabous ibn Saïd
Le sultan Qabous accède au pouvoir le 23 juillet 1970, alors qu'Oman est encore en état de guerre civile qui ne prend fin qu'en 1975. 

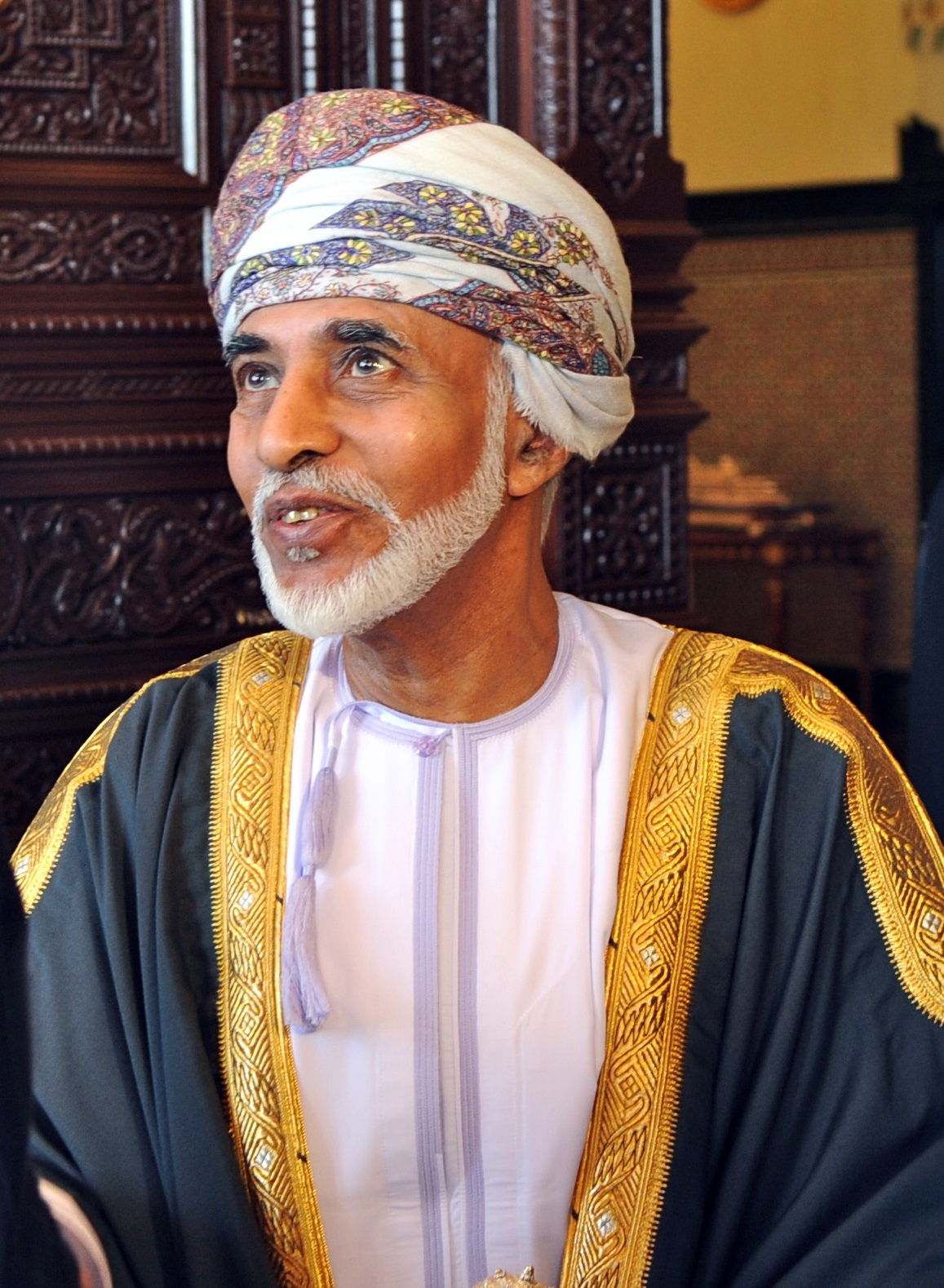
Qabous ibn Saïd, sultan d'Oman de 1970 à 2020.

Plus progressiste que son père, Qabous ibn Saïd engage la modernisation du pays, investit dans les infrastructures dans la région du Dhofar, et intègre d’anciens guérilleros à des postes importants au sein de l’État.
Le développement impulsé par Qabous, s'intègre notamment dans une logique de « contre-insurrection », avec une urbanisation massive bouleversant les logiques tribales et sociales des Omanais, et une nouvelle redistribution territoriale permettant de mieux contrôler la population. Ce plan de modernisation est rendu possible par le premier choc pétrolier de 1973, qui permet au sultanat d'augmenter fortement les recettes de ses exportations d'hydrocarbures. Avec cette urbanisation, le gouvernement développe le réseau électrique et l’eau courante.
S'attribuant le portefeuille des Affaires étrangères, le sultan Qabous nomme Premier ministre son oncle Tarek bin Taymour à qui il confie le soin de nouer des contacts à l'étranger.
Oman rejoint la Ligue arabe (fondée en 1945) en 1971, et est membre fondateur du Conseil de coopération du Golfe depuis sa création en 1981. En 1973, Qays al-Zawawi est nommé ministre des Affaires étrangères. Youssouf al-Alawi lui succède à ce poste en 1982, et assure cette fonction durant près d'une quarantaine d'années.
Depuis les années 1970, la diplomatie du sultanat s'implique dans la résolution de plusieurs conflits régionaux, comme le conflit israélo-palestinien, l'accord sur le nucléaire iranien, et les guerres civiles en Libye, en Syrie et au Yémen.

### Sous la gouvernance du sultan Haïtham ben Tariq

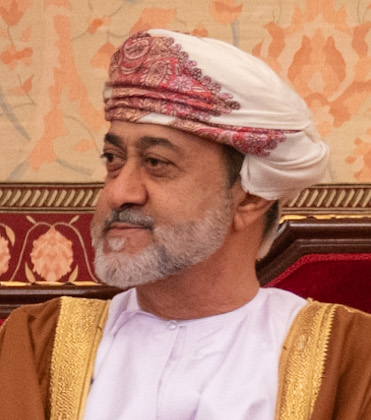
Haitham bin Tariq, cousin et successeur de Qabus ibn Saïd, sultan d'Oman depuis janvier 2020.

En janvier 2020, le sultan Qabous meurt d'un cancer à l'âge de 79 ans, et son cousin Haïtham ben Tariq lui succède.
Le bilan de la politique étrangère du sultan Qabous est particulièrement remarquable, Oman étant passé d'un des pays les plus isolés du monde à son accession au pouvoir, à l'une des diplomaties les plus actives, mise au service de la résolution de crises. De nombreux chefs d'État de tous les continents se rendent à Mascate pour lui rendre hommage,.
Dans son premier discours, le nouveau souverain s'engage à poursuivre la « politique étrangère de non-ingérence » du sultan Qabous, et déclare que son pays continuera de « favoriser des solutions pacifiques » aux crises régionales et mondiales.
En septembre 2020, le ministre des Affaires étrangères Youssouf al-Alawi en poste depuis 1982, est remplacé sur ordre du nouveau sultan par Badr al-Busaidi.

## Relations avec les pays du Moyen-Orient
À propos de son environnement régional, le mot d'ordre du sultanat est « zéro problème avec les voisins. » Pour garder cette ligne de conduite, Oman a dû faire des concessions, notamment au sujet du tracé de ses frontières. La position pacifiste d'Oman s'est imposée en partie en raison de la faiblesse militaire du sultanat, longtemps protégé par l'armée britannique, sans laquelle il n'aurait pas pu résister aux insurrections des années 1950 et 1970. Mais son rôle de médiateur est aussi une façon pour Oman d'influencer la politique internationale, malgré des capacités militaires très inférieures à celles de ses voisins régionaux.
Dans sa politique étrangère, le sultanat s’est plusieurs fois démarqué de ses voisins en maintenant une position très indépendante. La religion dominante étant l'islam ibadite, troisième branche de l’Islam après le sunnisme et le chiisme, le sultanat d'Oman se tient à l'écart des rivalités religieuses déterminées par ces deux courants dominants. Les Ibadites sont surnommés les « démocrates de l’islam » et se distinguent de l’islam radical notamment par leur pluralisme ethnique et religieux, les juifs comme les chrétiens ayant toujours bénéficié à Oman d'une tolérance singulière dans le Golfe. Ces particularités permettent à Oman d'entretenir des bonnes relations aussi bien avec l'Arabie Saoudite qu'avec l'Iran, dans un contexte de guerre froide entre ces deux puissances, ainsi qu'avec les pays occidentaux, la Chine, l'Inde, et la Russie.
Oman s'est démarqué par sa neutralité dans la plupart des conflits majeurs de la région :
- à la différence d'autres pays dans la région, Oman n'a participé aucun des conflits armés qui opposent les pays arabes et Israël depuis 1948[12] ;
- en 1978, Oman est l'un des seuls pays arabes à soutenir les accords de Camp David entre l’Égypte et Israël, et à maintenir ses relations diplomatiques avec l’Égypte à la suite de son rapprochement avec l'État hébreu[2] ;
- lors du conflit qui oppose l'Iran à l'Irak de 1980 à 1988, Oman reste neutre, et se pose même en médiateur[11], alors que l'Arabie saoudite, le Koweït et Bahreïn avaient pris le parti de l'Irak[13] ;
- lors de la guerre du Golfe, Oman est l'un des seuls pays arabes à garder des relations diplomatiques avec l'Irak[2] ;
- en 2011, Oman est aussi le seul pays du Golfe à maintenir des relations diplomatiques avec la Syrie après le début de la guerre civile syrienne[14] ;
- en 2015, Oman est le seul état du golfe à refuser de rejoindre la coalition arabe au Yémen, menée par l’Arabie saoudite contre les Houthis soutenus par l'Iran[14] ;
- enfin en 2017, le sultanat d’Oman refuse de s'aligner sur la politique de boycott du Qatar initiée par l'Arabie Saoudite, avec qui il développe au contraire ses relations commerciales[15] ;
- en janvier 2024, Oman condamne les frappes menées par les armées américaines et britanniques au Yémen contre les houthis, tout en réaffirmant sa neutralité et son rôle de médiateur dans la guerre civile yéménite[16].

### Relations avec les États de la péninsule arabique
Oman a des frontières terrestres avec trois pays du Golfe, l'Arabie saoudite, les Émirats arabes unis, et le Yémen, et fait partie du Conseil de coopération du Golfe avec l'Arabie saoudite, Bahreïn, les Émirats arabes unis, le Koweït, et le Qatar.

#### Relations avec l'Arabie saoudite
Oman partage avec l'Arabie saoudite une frontière de 676 kilomètres, qui n'a été définitivement tracée qu'en 1995.
Si Oman entretien des relations bilatérales fortes avec la principale puissance du Golfe, il s'oppose néanmoins à son hégémonie sur la région et affirme régulièrement son indépendance dans sa politique étrangère.
Lors de la création du Conseil de coopération du Golfe en 1981, Oman met en garde ses alliés arabes contre le risque que l’organisation devienne une coalition anti-iranienne, et propose sa médiation entre l'Iran et l'Arabie saoudite qui viennent de rompre leurs relations diplomatiques,. Le sultanat ambitionne ouvertement de faire du CCG autre chose qu'une chambre d'enregistrement des décisions saoudiennes.
Pour autant, cette affirmation du sultanat face au « grand frère » saoudien n'a jamais causé de réelles dissensions majeures entre les deux États, alors que l'Arabie saoudite accorde à Oman une aide financière substantielle.
Oman se démarque de l'Arabie saoudite par sa neutralité dans la guerre Iran-Irak dans les années 1980, son refus de prendre part à la guerre civile yéménite en 2015, et son refus d'appliquer l'embargo sur le Qatar imposé par l'Arabie saoudite en 2017. Ce refus de coopérer et cette proximité avec l'Iran crée une méfiance de l'Arabie saoudite envers le Sultanat. En 2019, l'Arabie saoudite envoie des soldats surveiller la frontière entre la région yéménite de Mahra et Oman, sans en aviser le Sultanat.
En juillet 2021, le sultan Haitham ben Tarek se rend deux jours en en Arabie saoudite (dans la ville de Neom), pour son premier voyage à l'étranger depuis qu'il est devenu le dirigeant d'Oman en janvier 2020. Cette visite est axée sur la coopération économique alors que le Sultanat cherche comme le Royaume à réduire sa dépendance au pétrole, et inclut les sujets du transports et du commerce, ainsi que l'Iran et la guerre civile yéménite.
En novembre 2021, le prince saoudien Mohammad ben Salmane se rend à Mascate dans le cadre d'une tournée chez ses voisins du Golfe, accompagné d'une importante délégation d'entrepreneurs. Des entreprises saoudiennes et omanaises signent à Mascate 13 protocoles d'accords pour une valeur de 30 milliards de dollars, avec l'ambition pour ces deux pays pétroliers de diversifier leurs économies et recouvre des projets de coopération dans l'énergie, le tourisme, et la finance.

#### Relations avec les Émirats arabes unis

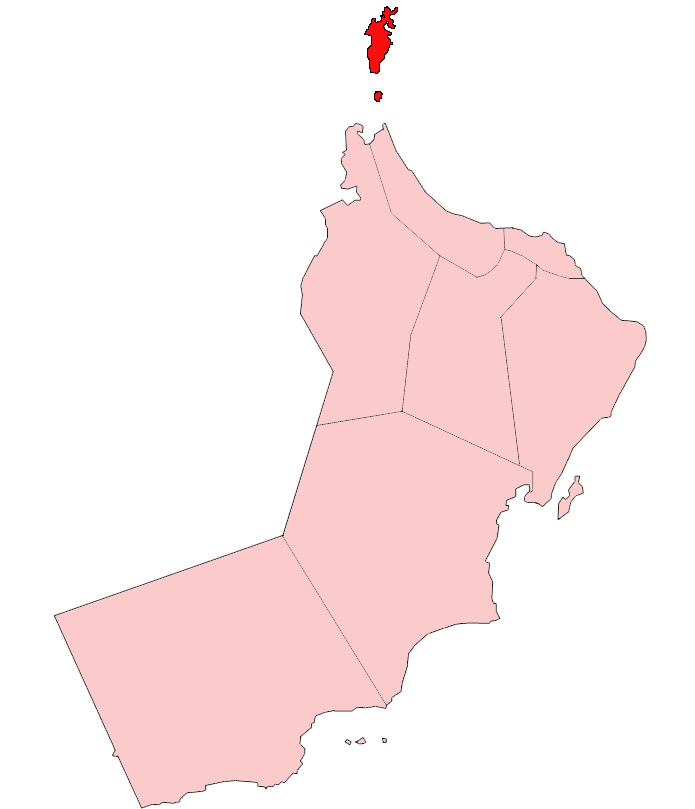
Emplacements de la ville Madha, et de péninsule de Moussandam par rapport à Oman.

Le sultanat d'Oman partage avec les Émirats arabes unis une frontière de 410 kilomètres, dont la particularité est de suivre deux tracés non continus. Deux exclaves d'Oman ne sont accessibles qu'en passant par le territoire des Émirats arabes unis : la ville de Madha, de 75 kilomètres carrés et d'environ 3 000 habitants et surtout le péninsule de Moussandam, de 32 000 habitants. La position de cette dernière est stratégique car celle-ci ferme le détroit d'Ormuz par lequel transitent 40 % des exportations mondiales de pétrole par voie maritime.
Oman et les Émirats arabes unis sont membres du Conseil de coopération du Golfe, où ils entretiennent des relations cordiales et une bonne coopération économique et commerciale.

#### Relations avec le Yémen
Le troisième pays frontalier d'Oman est le Yémen, avec qui celui-ci parage une frontière de 288 km, tracée par les britanniques lorsqu'une partie du Yémen était aussi sous leur contrôle sous le nom de protectorat d'Aden. Celui-ci accès à l'indépendance en 1967 sous le nom de république démocratique populaire du Yémen (Yémen du Sud), situé entre Oman et la république arabe du Yémen (Yémen du Nord).
Pendant la guerre du Dhofar, le Yémen du Sud soutient activement la rébellion, poussant les armées britanniques et iraniennes à élargir leurs bombardements de l'autre côté de la frontière yéménite.
En 1982, Mascate et Aden (capitale du Yémen du Sud) se réconcilient, échangent des ambassadeurs et rouvrent leur frontière. Cette ouverture est concrétisée par le percement d'une route à travers la chaîne de montagnes séparant les deux pays, opérationnelle quelques années après l'unification des deux républiques du Yémen en 1990 en un seul État, le Yémen. Oman participe aux discussions sur la menant à cette réunification.
En 1994, plusieurs pays du Golfe, dont le sultanat Oman, appuient une tentative de sécession de l'ancienne république démocratique populaire du Yémen, qui se déclare indépendante du Yémen nouvellement constitué sous le nom de république démocratique du Yémen. Mais cette tentative échoue, et le Yémen est à nouveau réunifié après une guerre qui fait près de 10 000 morts en 4 mois, tandis qu'Ali Salem al-Beidh, président de cette république éphémère, trouve refuge à Oman.
À partir des années 2000, le Yémen est à nouveau confronté à une série de guerres civiles (de 2004 à 2014, puis à nouveau à partir de 2014) qui conduisent à la dislocation du pays (bien officiellement toujours unifié), et l'exil du gouvernement.
En réaction, l'Arabie saoudite lance en mars 2015 l'opération militaire « Tempête décisive » pour rétablir l'autorité du président yéménite Abdrabbo Mansour Hadi en exil à Riyad. Oman refuse d'y participer mais propose à plusieurs reprises sa médiation entre les belligérants,, et parvient à faire libérer plusieurs otages détenus par des groupes rebelles yéménites,,,. Les bons rapports qu'entretient Oman avec l'Iran qui soutient les houthis, ennemis de l’Arabie saoudite au Yémen, crée une méfiance entre le royaume saoudien et le sultanat, accusé de laisser passer des armes par son territoire.

#### Relations avec le Koweït
Oman et les Émirats arabes unis sont membres du Conseil de coopération du Golfe. Pendant la guerre du Golfe destinée à stopper invasion irakienne du Koweït, Oman met des facilités aériennes et portuaires à disposition de la coalition internationale.
Le Koweït est un important investisseur à Oman.

#### Relations avec Bahreïn
Oman et les Bahreïn sont membres du Conseil de coopération du Golfe, mais les deux États ont peu de relations bilatérales, et leurs interactions se limitent à des échanges de populations expatriées.

#### Relations avec le Qatar
Oman et le Qatar sont membres du Conseil de coopération du Golfe.
Le début de l'année 2017 voit une crise diplomatique entre les pays du Golfe, illustrant la longue rivalité entre l'Arabie Saoudite et le Qatar. Alors qu'un embargo sur le Qatar est mis en place à l'initiative de l'Arabie Saoudite par les membres du Conseil de coopération du Golfe, Oman est avec le Koweït le seul membre à refuser d'appliquer cette décision.
En juin 2017, le Qatar annonce l'ouverture de deux lignes maritimes avec Oman, via les ports omanais de Sohar et Salalah, pour contourner les Émirats arabes unis dont les ports sont fermés à tout trafic maritime avec Doha. Quelques jours plus tard, la compagnie aérienne Oman Air annonce l'augmentation du nombre de ses vols à destination et en provenance de Doha, torpillant en partie le blocus des compagnies aériennes de ses voisins.
En janvier 2018, Oman signe avec le Qatar un mémorandum pour le développement des investissements et du commerce bilatéraux. Cet accord porte sur un éventail de secteurs de coopération dont la production et les exportations de produits alimentaires du sultanat vers le Qatar.

### Relations avec les autres États arabes

#### Relations avec l'Algérie
L'Algérie et le Sultanat d'Oman, sont liés par des relations profondes, basées sur la coopération bilatérale dans les différents secteurs intéressant les deux pays et un partenariat stratégique axé sur la coordination et la concertation permanente sur toutes les questions, notamment les questions arabes, régionales et internationales. Les relations algéro-omanaises sont marquées par des visites mutuelles et des rencontres entre les différents responsables des différentes institutions et secteurs des deux pays afin de renforcer les liens et les partenariats entre les deux pays, notamment dans les domaines de l’énergie, de l'industrie pharmaceutique, des ressources minières, de l'agriculture saharienne, du commerce, des investissements et de la diplomatie régionale,.
Les relations diplomatiques bilatérales ont été établies en 1973 et la même année, le sultan Qabus ibn Saïd s’est rendu en Algérie. Sur le plan économique, l’année 1991 a vu la création du comité mixte omanais-algérien, qui constitue un cadre de concertation et de coopération régulière à travers des réunions tenues périodiquement, alternativement à Mascate et à Alger.

#### Relations avec l'Égypte
À la fin des années 1950, l'Égypte est gouvernée par Gamal Abdel Nasser, proche de l'Union soviétique, et principal inspirateur du socialisme arabe. Son statut de protectorat britannique place le sultanat d'Oman dans une position antagoniste par rapport à l'Égypte qui vient de se libérer de l'influence occidentale après la crise du canal de Suez, et s'affirme comme une puissance anti-colonialiste et proche du bloc de l'Est. Ainsi, le président Nasser soutien deux mouvements de rébellions à Oman : l’insurrection de Djebel Akhdar (1954-1959) et la guerre du Dhofar (1964-1976), toutes deux réprimées par la famille régnante avec l'aide de l'armée britannique.

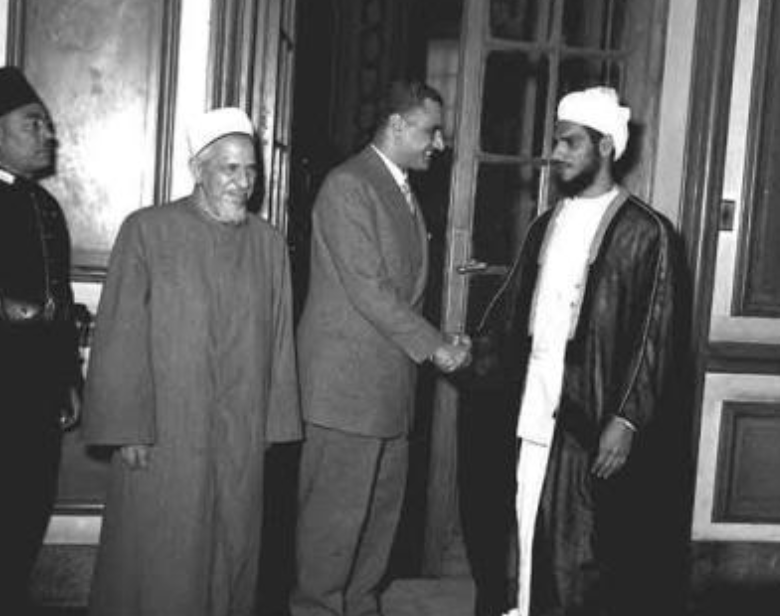
En 1954, le président égyptien Gamal Abdel Nasser reçoit au Caire Talib Alhinai, meneur de l’insurrection de Djebel Akhdar (1954-1959), réprimée par le Sultan Saïd ibn Taïmour avec l'aide des Britanniques.

La situation change radicalement en 1979, lorsque les accords de paix entre l'Égypte et Israël, provoquent l'exclusion de l'Égypte de la Ligue arabe, ainsi qu'un important rapprochement d'Anouar el-Saddate des États-Unis, au détriment de l'Union soviétique. Oman dont l’ouverture au monde date de moins d'une décennie, s'affirme déjà par une politique étrangère indépendante, en étant le seul pays arabe avec le Maroc à refuser de rompre ses relations avec l'Égypte. Cette décision pose les bases d'une ligne de conduite durablement suivie par le sultanat : Oman ne rompt jamais ses relations diplomatiques avec un pays, quels que soient les désaccords.
Le sultanat se rapproche de l'Égypte à la suite de l'accession au pouvoir d'Hosni Moubarak en 1981, puis la réintégration de l'Égypte au sein du monde arabe en 1983. Cette proximité est illustrée par des visites régulières du sultan Qabous en Égypte à titre officiel et personnel, et par une bonne coopération sécuritaire qui permet à Oman de démanteler des cellules clandestines islamistes sur son sol grâce à l'aide des services secrets égyptiens.
En novembre 2017, le président égyptien Abdel-Fattah el-Sissi se rend à Oman et rencontre le sultan Qabous.

#### Relations avec l'Irak
L'ouverture diplomatique d'Oman au début des années 1970 est froidement accueilli par l'Irak, qui vote contre l'admission du sultanat à la Ligue arabe en 1971, et soutien activement la rébellion du Dhofar, à laquelle se joignent des soldats irakiens. Le régime bassiste irakien reproche au sultanat sa proximité avec la Grande-Bretagne, ancienne puissance coloniale dont l'Irak s'est libérée comme l'Égypte à la fin des années 1950.
En juin 1980 un accord militaire signé entre Oman et les États-Unis accentue l'animosité du régime baasiste irakien, mais le sultan Qabous joue l'apaisement, privilégiant la stabilité et la sécurité dans le Golfe. Oman se distingue de ses voisins du Golf par sa neutralité lors de la guerre Iran-Irak en raison de ses bonnes relations avec l'Iran, tout en ne pouvant pas aller à l'encontre du CCG dont la majorité des États membres étaient favorables à l'Irak.

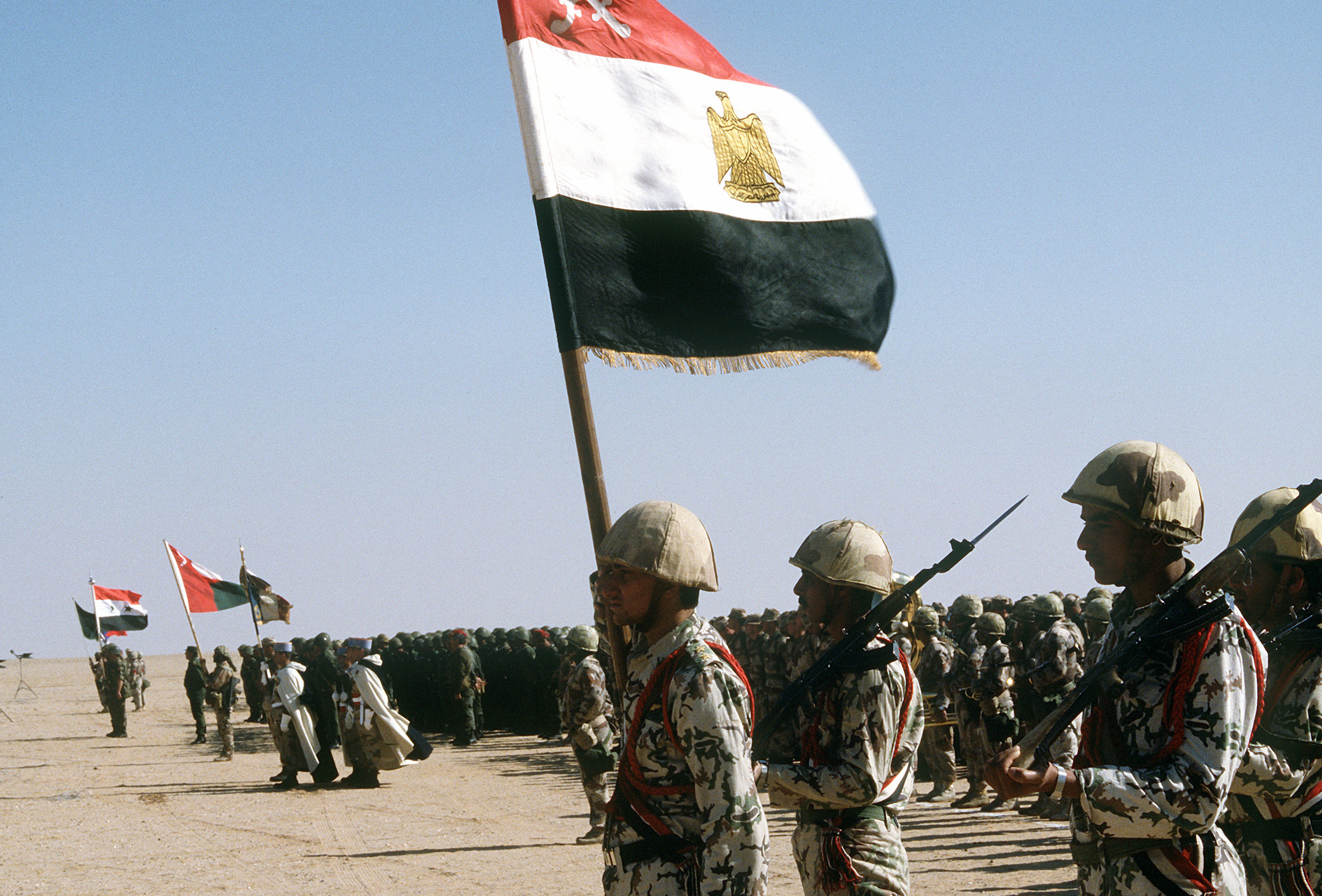
Forces égyptiennes, syriennes, omanaises, koweïtiennes et françaises en Irak e 8 mars 1991 après la victoire.

Lors de l’invasion du Koweït par Saddam Hussein en 1990, Oman se distingue à nouveau en gardant des relations diplomatiques actives avec l'Irak, alors même que, paradoxalement, le sultanat appuie la coalition menée par les États-Unis contre l'armée irakienne pendant la guerre du golfe.
En 2003, une partie des bases aériennes d'Oman est également utilisée par l'armée britannique pendant la guerre d'Irak qui provoque le renversement et l'exécution de Saddam Hussein. Le 12 mai 2019, Oman annoncé la réouverture de son ambassade à Bagdad, fermée depuis 1990.

#### Relations avec la Jordanie
Dans les années 1970, le roi Hussein de Jordanie appuie le sultanat pendant la guerre du Dhofar, où un contingent de 800 soldats jordaniens est envoyé. La proximité de ces deux États s'explique essentiellement par deux points communs :
- une structure du pouvoir monarchique, ayant subi une tentative de renversement dans les années 1970 ;
- un positionnement resté longtemps singulier dans le monde arabe sur le conflit israélo-palestininen, caractérisé par une certaine retenue et un dialogue avec toutes les parties prenantes.

En janvier 2020, le roi de Jordanie Abdallah II se rend à Mascate pour présenter ses condoléances à la famille royale à la suite du décès du sultan Qabous, à qui il rend hommage, le décrivant comme « un chef sage qui se consacrait à servir Oman et son peuple, à défendre les causes arabes et islamiques et à soutenir la Jordanie en toutes circonstances ».

#### Relations avec la Syrie
Le sultanat d'Oman fait partie des rares pays arabes, et notamment le membre de la ligue arabe (dont la Syrie est suspendue en novembre 2011) à avoir maintenu des relations diplomatiques avec le régime syrien depuis le début de la guerre civile syrienne. Oman retire néanmoins son ambassadeur de Syrie en 2012 pour des raisons de sécurité, avant de le réintégrer huit ans plus tard.
En mars 2018, le ministre syrien des Affaires étrangères Walid Mouallem se rend à Oman pour inaugurer la nouvelle ambassade de Syrie à Mascate. Lors de cette visite, M. Mouallem loue les soutiens de Mascate à l'égard de la Syrie dans le cadre de forums internationaux et vante la coopération économique entre les deux états.
En octobre 2019, la Syrie signe avec Oman un accord de prêt temporaire de collections de musées à des fins de conservation et de préservation, alors que le patrimoine historique de la Syrie est gravement menacé par la guerre civile.
En mai 2021, le sultan Haitham est le seul dirigeant du Golfe à féliciter Bachar el-Assad pour sa victoire à l’élection présidentielle, largement qualifiée de mascarade par ses détracteurs.
En février 2023, Bachar el-Assad se rend à Oman, marquant se première visite officielle à l'étranger depuis le début de la guerre civile syrienne douze ans plus tôt. Il rencontre le sultan Haitham bin Tariq qui lui fait part de ses condoléances et de son soutien après le séisme dévastateur survenu entre la Syrie et la Turquie. Selon le chercheur Aron Lund cette catastrophe a offert à Bachar el-Assad une occasion de « dynamiser les relations bilatérales », les sanctions économiques et diplomatiques qui lui étaient imposées étant alors considérées comme des facteurs aggravant des souffrances de la population syrienne. Dans ce contexte Oman, grâce à sa « neutralité bienveillante », est une porte d'entrée intéressante pour le régime syrien en vue d'une éventuelle réintégration régionale au Moyen-Orient.
Le 8 décembre 2024, le régime Assad est renversé au bout de plus de douze ans de guerre civile en Syrie.  Le 12, Oman fait partie des huit premiers pays étrangers à reprennent les activités de son ambassade à Damas avec le gouvernement de transition syrien.

#### Relations avec le Liban
Le Liban et Oman ont d'importantes relations économiques, notamment grâce à la diaspora libanaise installée dans le Sultanat. Si les Libanais sont relativement peu nombreux (environ 8000 en 2023) par rapport aux autres nationalités étrangère présentes dans le pays, mais aussi par rapport à la diapra libanaise d'autres pays du Golfe (380 000 en Arabie saoudite et 150 000 aux Émirats arabes unis), ces derniers représentent un nombre important d'entrepreneurs et d'investisseurs, qui contribuent significativement à l'économie omanaise. Les chambres de commerce libanaise et omanaise ont signé en 2021 un accord pour développer leurs relations d’affaires.

### Relations avec l'Iran
Oman entretient de longue date une politique de bon voisinage avec l’Iran, avec qui il partage en cogestion le détroit d'Ormuz par où transitent 40 % des exportations mondiales de pétrole par voie maritime. Les deux pays partagent une frontière maritime composée de deux segments tracée lors de deux accords, en 1975, puis en 2015.

#### Sous la dynastie Pahlavi
Les deux pays bénéficient d’une relation privilégiée depuis l’intervention iranienne en faveur de la famille régnante lors de la révolution du Dhofar. En 1973, alors que le conflit s'enlise, le chah apporte au sultanat un appui décisif de 3 500 soldats. Une demi-brigade avec des moyens héliportés et un bataillon d’artillerie, entrent en action avec l’appui de chasseurs Phantom et des unités de marine.
Le chah justifie son intervention en déclarant : « Imaginez que ces sauvages s’emparent de l’autre rive du détroit d’Ormuz, à l’entrée du golfe Persique. Notre vie dépend de cela. Et ces gens qui luttent contre le sultan sont des sauvages. Il se pourrait même qu’ils soient pires que des communistes. »
L’effort du chah s’accentue en 1975, en quête d’une victoire finale. La puissance iranienne se déploie par voie de bombardements aériens et par la mise en batterie, à terre, d’une puissance de feu héliportée au cœur des sanctuaires de la rébellion. Les bombardements des chasseurs iraniens s’étendent vers la république démocratique populaire du Yémen, régime marxiste frontalier d'Oman soutenant activement aux rebelles du Dhofar.
En 1979, trois ans après la victoire du sultanat, le changement de régime en Iran résultant de la révolution islamique provoque le retrait des troupes iraniennes résiduelles restées à Oman après le conflit, sans pour autant altérer les relations entre les deux États,.

#### Après la révolution iranienne
Si le changement de régime en Iran met fin à une gouvernance iranienne favorable à Oman, les deux États partagent toujours le souci comme de la sécurité du détroit d'Ormuz, qui les pousse à s'entendre. Avec l'Iran, Oman continue d'appliquer sa ligne de conduite diplomatique consistant à préserver en toutes circonstances ses relations diplomatiques.

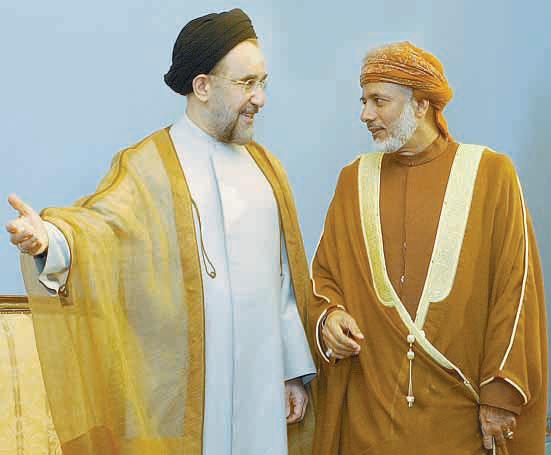
Rencontre entre le ministre omanais des Affaires étrangères Youssef al-Alawi et le président iranien Mohammad Khatami en 2002.

En août 2009, le sultan Qabous se rend à Téhéran et rencontre le président iranien Mahmoud Ahmadinejad.
En mars 2014, le président iranien Hassan Rohani conclut avec Oman un accord de coopération qui prévoit la livraison par l'Iran de 10 milliards de mètres cubes de gaz durant 25 ans. Ce projet se concrétiserait par la construction d'un gazoduc reliant les gisements iraniens au port de Sohar ainsi que la construction de plusieurs plateformes pétrochimiques.
En juillet 2017, le chef de la diplomatie omanaise Youssef al-Alawi se rend à Téhéran, d’où il souligne les relations « amicales, fortes et fraternelles » qui unissent les deux pays.Trois mois plus tard, le ministre iranien des Affaires étrangères Mohammad Javad Zarif se rend à Mascate, où il évoque avec ses interlocuteurs omanais les relations dans « les domaines de l'énergie, du commerce et du transport ».
Deux ans plus tard, à la mort du sultan Qabous en janvier 2020, Javad Zarif lui rend hommage en, déplorant « une perte pour la région ». et déclare à son successeur Haïtham ben Tarek, « espérer que les relations (entre les deux pays) grandissent comme par le passé et que l'avenir s'inspire du passé ». Deux semaines plus tard, les chefs de la Diplomatie iranien et omanais se rencontrent à Téhéran, où Youssef al-Alawi faisait une escale en rentrant du forum économique mondial de Davos. Le mois suivant, Oman décide de suspendre temporairement ses vols civils avec l'Iran par mesure préventive dans le contexte de l'épidémie de coronavirus. En dépit de ces circonstances, les échanges commerciaux entre Oman et l'Iran sont presque multiplié par 3 en un an entre 2021 et 2022, atteignant les 1,3 milliard de dollars.
En janvier 2022, dans un contexte de reprise des négociations internationales au sujet de l'accord sur le nucléaire iranien, Hossein Amir-Abdollahian, chef de la Diplomatie du président conservateur iranien Ebrahim Raïssi succédant à Hassan Rohani, se rend à Mascate où il rencontre son homologue omanais Badr al-Busaidi, ainsi que le vice-Premier ministre du sultanat, Fahd bin Mahmoud al Said. Le chef de la diplomatie omanaise souligne l’importance de ces négociations pour « assurer la sécurité et la stabilité » régionales.
En mai, le président iranien Ebrahim Raïssi se rend à Oman et rencontre le sultan Haitham avec pour objectif de renforcer les relations entre la République islamique, affectée par les sanctions internationales, et le sultanat incontournable dans la diplomatie régionale. Les deux pays signent une série de protocoles d’accord portant notamment sur l’énergie, l’agriculture, le commerce, l’investissement et la formation. Les deux pays cherchent également à relancer un ancien projet de gazoduc pour alimenter le sultanat en gaz iranien. Cette visite intervient alors que les discussions visant à raviver l’accord international sur le programme nucléaire iranien sont en cours, dans lesquelles Oman a à plusieurs reprises tenu un rôle essentiel de médiateur. Des accords sont conclus entre Oman et l'Iran au sujet de la construction de deux gazoducs pour alimenter le sultanat en gaz iranien et l'exploitation d'un champ pétrolier situé sur leur frontière maritime.
En avril 2024, le chef de la diplomatie iranienne Hossein Amir-Abdollahian se rend à Mascate où il s'entretient avec un responsable houthis à qui il réaffirme le soutien iranien aux attaques du mouvement armé yéménite.

### Relations avec Israël

#### Relations avec le gouvernement israélien
À la différence d'autres pays dans la région, Oman n'a pas participé aux conflits armés entre les pays arabes et Israël.
Dans les années 1970, la guerre du Dhofar, pose les premières bases d'une coopération entre Israël et le sultanat pro-britannique, alors que plusieurs références à la lutte pour l’abolition de l’État hébreu fondé en 1948 sont scandées par les rebelles. Des conseillers militaires israéliens y sont envoyés pour participer à la répression sous la coordination d’Ephraïm Halevy, devenu ultérieurement directeur du Mossad.
Dans les années le Sultan Qabous encourage les accords d'Oslo censés poser les premiers jalons d'une résolution du conflit israélo-palestinien, et reçoit les chefs d'Etat israéliens Shimon Peres et de Yitzhak Rabin, des visites historiques car étant les premières visites officielles de dirigeants israéliens dans un pays du Golfe. En 1996 Oman et Israël signent un accord sur l'ouverture de bureaux de représentation commerciale des deux pays, à Tel Aviv et à Mascate. Le sultanat décide néanmoins de fermer ces bureaux en octobre 2000, à l'instar du Maroc et de la Tunisie, après le début de la Seconde intifada, le soulèvement palestinien contre l'occupation israélienne.
Ce n’est qu’en octobre 2018, qu’un premier ministre israélien se rend à Oman, lorsque Benjamin Netanyahu est reçu à Mascate par le sultan Qabous. À la suite d’un entretien portant sur la paix au Proche-Orient et sur le développement des liens économiques entre les deux pays, le sultan Qabous déclare que le « temps est venu d'accepter Israël comme une puissance du Moyen-Orient ». En juillet 2019, le chef du Mossad déclare le rétablissement des relations officielles entre Israël et Oman, ainsi que la mise en place d’un bureau de représentation du ministère israélien des Affaires étrangères dans ce pays. Cette déclaration est néanmoins contredite le lendemain par le ministre omanais des Affaires étrangères Youssef al-Alawi, qui se contente d'évoquer un « processus diplomatique visant à trouver une solution pacifique au problème palestinien ».
À la suite de la mort du sultan Qabous en janvier 2020, Benjamin Netanyahu lui rend hommage en le désignant comme « un grand dirigeant qui a œuvré sans relâche pour promouvoir la paix et la stabilité ». En février 2023, Oman ouvre son espace aérien aux compagnies aériennes israéliennes.

#### Position sur la question palestinienne
Oman s'est longtemps refusé à reconnaître l'Organisation de Libération de la Palestine, méfiant depuis la tentative de renversement du gouvernement jordanien par celle-ci en 1970. Le sultanat a néanmoins toujours encouragé la création d'un État palestinien indépendant.
En 2018, interrogé sur le réchauffement des relations entre Oman et Israël, à la suite de la visite de Benjamin Netanyahu à Oman, le ministre omanais des Affaires étrangères affirme que « la création d'un État palestinien souverain est une condition de toute normalisation » avec les Israéliens. En juin 2019, Oman annonce son intention d'ouvrir une ambassade à Ramallah ; la Sultanat serait le premier pays arabe du Golfe à avoir une ambassade en Cisjordanie.
En août 2020, le ministre omanais des Affaires étrangères Youssef al-Alawi exprime son soutien à la normalisation des relations entre Israël et les Émirats arabes unis, et déclare espérer que cette décision contribuera à « établir une paix complète, juste et durable au Proche-Orient ». Le mois suivant, un responsable de l'administration américaine annonce l'intention d'Oman d'être représenté par son ambassadeur aux États-Unis à la cérémonie de signature des accords de normalisation des relations conclus par Israël avec les Émirats arabes unis et Bahreïn. Mais tout en accueillant positivement ces rapprochements israélo-arabes, Oman maintient sa position officielle défendue de longue date, condition une normalisation de ses propres relations diplomatiques avec Israël à l'application de la solution à deux États, et au respect par Israël du droit international.
En fin d'année 2023, la guerre à Gaza provoque d'importantes manifestations de soutien aux Palestiniens dans le Sultanat, bien que le gouvernement omanais temporise et s'abstient de toute déclaration sur le conflit. Ce que ne fait pas le représentant d’Oman aux Nations unies Muhammad Al-Hassan, qui prononce le 18 octobre un réquisitoire condamnant les bombardements israéliens sur Gaza, exigeant un cessez-le-feu immédiat, et dénonçant un double standard des Occidentaux en matière de respect des droits humains.

## Relations avec les pays occidentaux

### Relations avec le Royaume-Uni
Oman entretient historiquement d'étroites relations économiques et militaires avec la Grande-Bretagne, ancienne puissance coloniale dans la région. Celle-ci établit un protectorat britannique sur Oman en 1891, qui ne prend fin qu'en 1971 avec l'accession au pouvoir du sultan Qabous ibn Saïd.

#### Sous la gouvernance du sultan Saïd ibn Taïmour

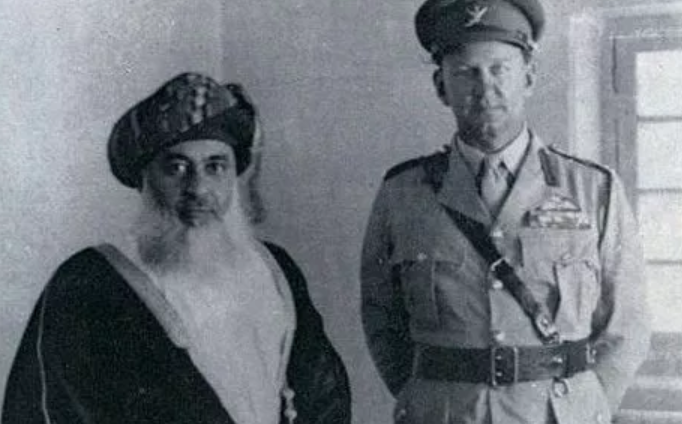
Saïd ibn Taïmour, sultan d'Oman de 1932 à 1970 et le colonel britannique David Smiley en 1958.

Le sultan Saïd ibn Taïmour accède au pouvoir en 1932 à l'âge de 21 ans, avec l'aide des britanniques qui renversent son père Taïmur ibn Faïsal et organisent sa succession.
Pendant la Seconde Guerre mondiale, le sultan coopère avec le Royaume-Uni, et plusieurs aéroports destinés à accueillir les forces aériennes britanniques sont construits entre Salalah et Mascate afin de faciliter le transport de stocks entre l'Inde et les Alliés.
Après la Seconde Guerre mondiale, le Royaume-Uni était l'un des seuls pays au monde à faire exception à l'isolement délibéré entretenu par le sultan Saïd ibn Taimour. Protecteur attitré du sultanat, le Royaume-Uni l’aide à réprimer un premier soulèvement à Djebel Akhdar entre 1954 et 1959.

Le Royaume-Uni soutient à nouveau de sultanat lors rébellion du Dhofar, en mobilisant plus d'un millier de soldats, alors que l'expulsion des Britanniques du Sultanat est l'un des objectifs des insurgés.

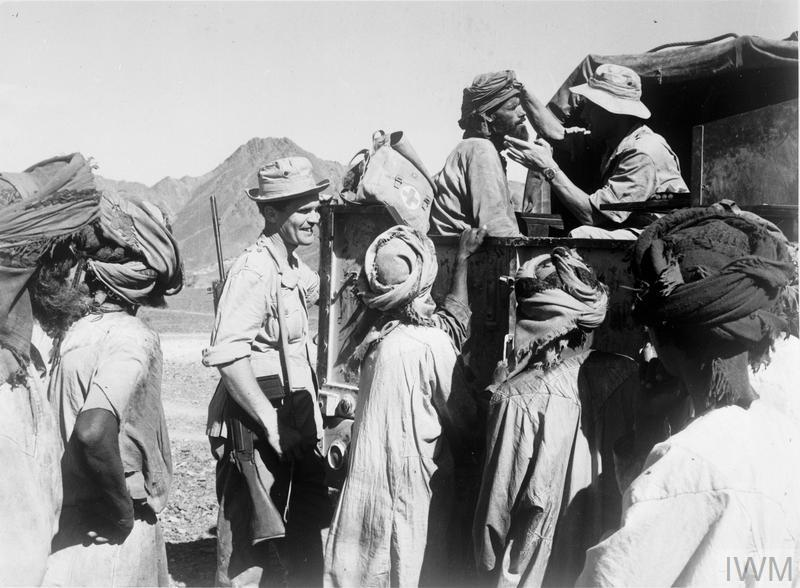
Des soldats britanniques SAS sur le front pendant la guerre du Dhofar.

En 1970, afin de pacifier le pays, le général John Graham qui dirige les troupes combattant la rébellion du Dhofar, ordonne le renversement du sultan Saïd ibn Taimourt, qui avait lui-même bénéficié du renversement de son père par les Britanniques pour prendre le pouvoir 38 ans auparavant. À la suite de son renversement, Saïd ibn Taimour s'exile au Royaume-Uni où il meurt deux ans plus tard à Londres.
Son fils Qabous ibn Saïd le remplace avec l'aval de l'Angleterre, où celui-ci a étudié à l’académie de Bury St Edmunds et à l’Académie royale militaire de Sandhurst, se faisant remarquer par le pouvoir britannique pour son intelligence et son ardeur au travail.
À la suite de l'intervention de l'Iran aux côtés du nouveau sultanat, les Britanniques entament depuis leur base aérienne de Sarfeit, des actions commando visant à désorganiser les voies d’approvisionnement de la rébellion. En 1976, le major général britannique Ken Perkins commandant en chef de l’armée omanaise évoque le soutien décisif apporté par les Britanniques, mais aussi l'expérience apportée par cette guerre à ses troupes.

#### Depuis l'accession au pouvoir du sultan Qabous ibn Saïd
Les forces armées britanniques quittent officiellement les bases de Salalah et Masira en 1977, mais conservent une présence résiduelle qui leur permet de réutiliser ces bases pendant la guerre du Golfe en 1990 et la guerre d'Irak en 2003. Si la présence militaire britannique a néanmoins fortement diminué au profit des États-Unis, le Royaume-Uni est resté un investisseur important dans le sultanat, notamment dans les secteurs de la logistique et des hydrocarbures, via la compagnie BP.
En novembre 2010, la reine Élisabeth II et le prince Philip se rendent à Oman, à l'occasion du 40e anniversaire de l'accession au trône du sultan Qabous. En 2016, c’est le prince Charles qui est reçu par le sultan Qabous, évoquant avec l'héritier de la couronne britannique les « moyens de renforcer la coopération » entre Oman et la Grande-Bretagne. En 2017, la Grande-Bretagne installe une base militaire dans le port omanais de Duqm.
À la suite de la mort du sultan Qabous en janvier 2020, le Premier ministre britannique Boris Johnson se rend à Oman, et salue un « dirigeant exceptionnellement sage et respecté, impliqué dans la paix et l'entente entre les nations »,. Son successeur Haïtham ben Tariq est membre de « l’Anglo-Omani Society » et diplômé de l'Université d'Oxford, ce qui est aussi le cas de son ministre des Affaires étrangères nommé en septembre 2020, Badr al-Busaidi.
Le 12 septembre 2020, l'armée britannique annonce un investissement de 23,8 millions de livres (25,7 millions d'euros) pour tripler la taille de sa base dans le port de Duqm. En juin 2021, le ministre de la Défense britannique James Heappey déclare que les 230 personnels militaires britanniques déployés à Oman ont « des contacts réguliers avec les autorités omanaises [...] pour partager des idées et des expériences sur tous les aspects de la sécurité, y compris la réponse aux manifestations ». Les dépenses militaires du Sultanat, notamment en matériel d’armement britannique, s’élevaient en 2020 à 11 % du PIB, le taux le plus élevé au monde.
En décembre 2021, la reine Élisabeth II reçoit le sultan d'Oman Haïtham ben Tariq et son épouse au château de Winsor. Après la mort de cette dernière en septembre 2022, le Sultanat se joint au deuil britannique en mettant ses drapeaux en berne.

### Relations avec les États-Unis
Les États-Unis et Oman sont des alliés historiques très anciens, leur première relation diplomatique datant de septembre 1833 lorsque les deux pays signent un « Traité d’amitié et de commerce », alors qu'Oman n'est pas encore un protectorat britannique. Ce traité marque aussi la première relation diplomatique entre la jeune nation américaine avec un pays du Golfe, cette région étant alors largement dominée par l'Empire ottoman.

Pendant la guerre froide, Oman se rapproche davantage des États-Unis dans les années 1970, dans une volonté de réduire sa dépendance vis-à-vis du Royaume-Uni. En juin 1980, Oman signe un premier accord militaire avec les États-Unis, renouvelé régulièrement depuis,. Lors de la guerre du Golfe, Oman met à disposition de Washington des facilités aériennes et portuaires dans l’île omanaise de Masirah, en mer d’Arabie, ainsi que la base aérienne de Thumrait.

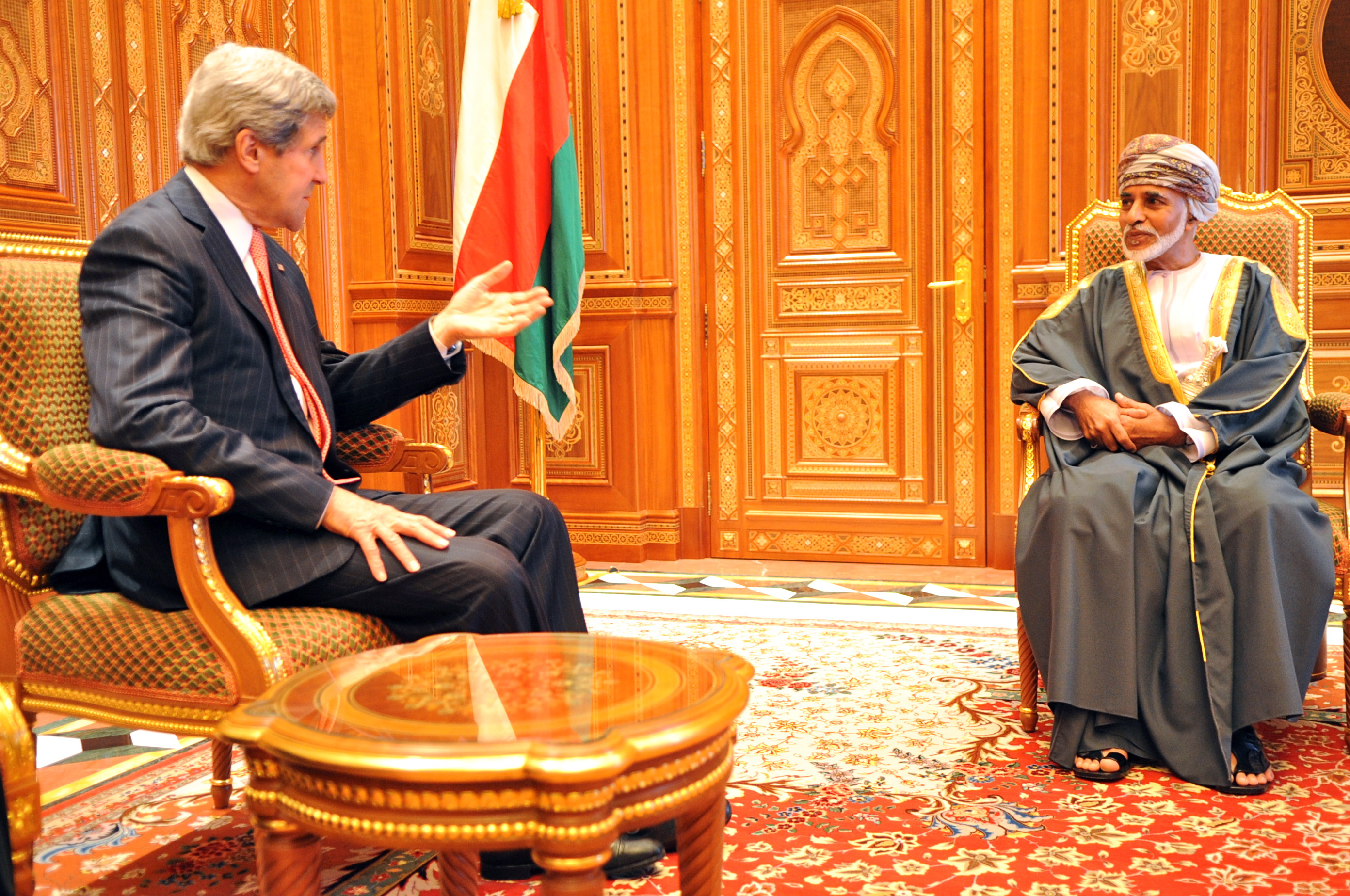
Rencontre entre le sultan Qabous et le secrétaire d'État américain John Kerry, acteur essentiel de l'accord sur le nucléaire iranien.

À la suite des attentats du 11 septembre 2001, le secrétaire américain à la Défense Donald Rumsfeld se rend à Oman pour rencontrer le sultan Qabous, et qualifie d'« excellente » la coopération entre ces deux pays dans le domaine sécuritaire. Sur le plan économique, les États-Unis et Oman signent en janvier 2006 un Accord de Libre-Échange, qui entre en vigueur trois ans plus tard, même si celui-ci qu'un impact limité sur le commerce bilatéral des deux pays. La confiance entre Oman et les États-Unis est par la suite largement illustrée par le rôle de médiateur joué par Oman entre les États-Unis et l'Iran, hébergeant notamment une partie des négociations précédant l'accord sur le nucléaire iranien.
En mars 2019, Oman signe avec les États-Unis un accord, mettant à disposition certains de ses ports et aéroports aux navires et avions militaires américains, notamment le port de Duqm, situé en mer d'Arabie, à 500 km du détroit d'Ormuz. Depuis lors, le port omanais accueille et ravitaille les sous-marins nucléaires et porte-avions américains, qui bénéficient du fait que Duqm est un port en eaux profondes, leur permettant aux navires américains de s’ancrer de manière rapprochée.
À la suite de la mort du sultan Qabous en janvier 2020, l'ex-président américain George W. Bush salue « une force stable au Moyen-Orient et un allié important des États-Unis ». En février 2020, le secrétaire d’État américain Mike Pompeo se rend à Mascate et rencontre le nouveau sultan d'Oman, Haitham ben Tarek.

### Relations avec la France
L'ambassade de France en Oman a été ouverte en 1972 et ses locaux actuels ont été inaugurés par le président François Mitterrand lors de sa visite d'État au sultanat en janvier 1992. Le ministre français des Affaires étrangères, Jean-Yves Le Drian et son homologue omanais Youssef al-Alawi se rencontrent à Oman en septembre 2016, et à Paris, en janvier 2018, puis en septembre 2019.

### Relations avec l'Allemagne
En 2014, Qabous ibn Said se retire en Allemagne pendant 8 mois pour se faire soigner un cancer, maladie dont il meurt en janvier 2020 à l'âge de 79 ans.

### Relations avec la Belgique
En février 2022, le roi Philippe de Belgique se rend à Oman où il rencontre le Sultan Haïtham ben Tariq, avec qui il inaugure un projet infrastructure énergétique axé sur les énergies renouvelables.

### Relations avec le Vatican
En février 2023, le Saint-Siège annonce l'établissement de relations diplomatiques avec le sultanat d'Oman, et l'ouverture réciproque d'ambassades dans ces deux pays. Le Sultanat, qui compte quatre paroisses catholiques et douze prêtres, est le sixième pays arabe du Golfe à établir des relations diplomatiques avec le Vatican, après le Koweït (1968), le Yémen (1998), Bahreïn (2000), le Qatar (2002) et les Émirats arabes unis en (2007).

## Relations avec le reste du monde

### Relations avec la Russie
Les relations entre la Russie et Oman sont relativement récentes, le sultanat étant fermé au monde extérieur jusqu'au milieu des années 1970. L'Union soviétique apporte son soutien à la rébellion marxiste pendant la guerre du Dhofar, réprimée par la famille régnante. Ses objectifs sont alors non seulement d'appuyer la diffusion du socialisme dans le monde arabe, mais aussi d'accéder aux importants gisements pétroliers omanais découverts en 1965, alors tous contrôlés par des compagnies occidentales.
En 1985 néanmoins, en pleine guerre froide, le sultanat très proche des États-Unis crée la surprisse en établissant des relations diplomatiques avec l'Union soviétique, devenant le deuxième pays du Golfe après le Koweït à ouvrir une ambassade à Moscou. Cette décision coïncide avec l'accession au pouvoir du réformateur Mikhaïl Gorbatchev à Moscou.
Depuis lors, si leurs relations bilatérales sont restées relativement faibles du fait de la position pro-britannique et pro-américaine d'Oman, celles-ci se caractérisent par des intérêts de plus en plus convergents.
La Russie est à l'instar d'Oman, un pays non membre de l'OPEP, mais producteur de pétrole. Ces deux pays participent à plusieurs concertations avec les autres pays producteurs pour réguler l'offre et le prix du baril, notamment à la suite du krach provoqué par la guerre des prix en 2020 entre la Russie et l'Arabie Saoudite, à la suite duquel Oman a accepté de réduire sa production de 200 000 barils par jour.
Oman et la Russie ont des positions relativement alignées au Moyen-Orient, chacun entretenant simultanément de bonnes relations avec des pays ennemis entre eux comme l'Iran, la Syrie, l'Arabie Saoudite et Israël.

### Relations avec la Chine
Les relations entre la Pékin et Mascate ont connu plusieurs phases. Au milieu des années 1970, la Chine de Mao Zedong apporte son soutien financier et militaire à la rébellion marxiste pendant la guerre du Dhofar. À la fin de la rébellion, qui coïncide avec la mort de Mao Zedong, Oman reconnaît tardivement la république populaire de Chine, en 1978, ce qui ouvre la voie à un rapprochement entre les deux pays. En 1983, le sultanat est le premier pays arabe à exporter du pétrole vers la Chine. Au début des années 2000, le Sultanat est l'un des trois principaux fournisseurs de pétrole de la Chine avec l'Arabie saoudite et l'Iran.
À partir de 2008, des navires de guerre chinois sont déployés dans le golfe d’Aden pour réprimer la piraterie, et le port omanais de Salalah devient une base logistique importante pour l’armée populaire de libération.
À la fin des années 2010, la Chine est à la fois le principal importateur de pétrole omanais (à hauteur de 90 %), et le principal détenteur de la dette publique extérieure du sultanat, estimée à 46,27 milliards de dollars en 2017. Depuis 2018, le port de Duqm à Oman fait partie des zones ciblées par le projet des Nouvelles routes de la soie, initié par la Chine,. Pour ce faire, la Chine s’est octroyée la location sur 25 ans de 11 kilomètres carrés de terrain dans le centre économique du nouveau Duqm et prévoit un investissement de 10,7 milliards de dollars.
En avril 2019, Li Lingbing, ambassadeur de la république populaire de Chine auprès du sultanat a déclaré que : 

« Le sultanat et la Chine partagent un long héritage historique. Ce pays jouit d’un emplacement géographique stratégique et d’excellents ports, tels que Duqm, Salalah et Sohar, qui ont un avantage naturel à participer à la restauration de la route de la soie. »

En juin 2020, Oman est l'un des 53 pays à soutenir la loi sur la sécurité nationale de Hong Kong aux Nations unies. En mars 2021, le ministre chinois des Affaires étrangères Wang Yi se rend à Oman à l’occasion d’une tournée au Moyen-Orient, et réaffirme l’engagement de son pays en faveur de la sécurité et de la stabilité de la région.

### Relations avec l'Inde
Historiquement, le gouvernement britannique en Inde, en place de 1747 à 1957, a établi des relations sécuritaires entre New Delhi et Mascate.
Oman abrite une communauté d'origine indienne de plus de 500,000 individus, qui se subdivise en deux : d’une part, les Lawatiyya, qui sont des Omanais de confession chiite, et, les Banyans, hindous, historiquement concentrés à Mascate et dans le souq de Matrah.

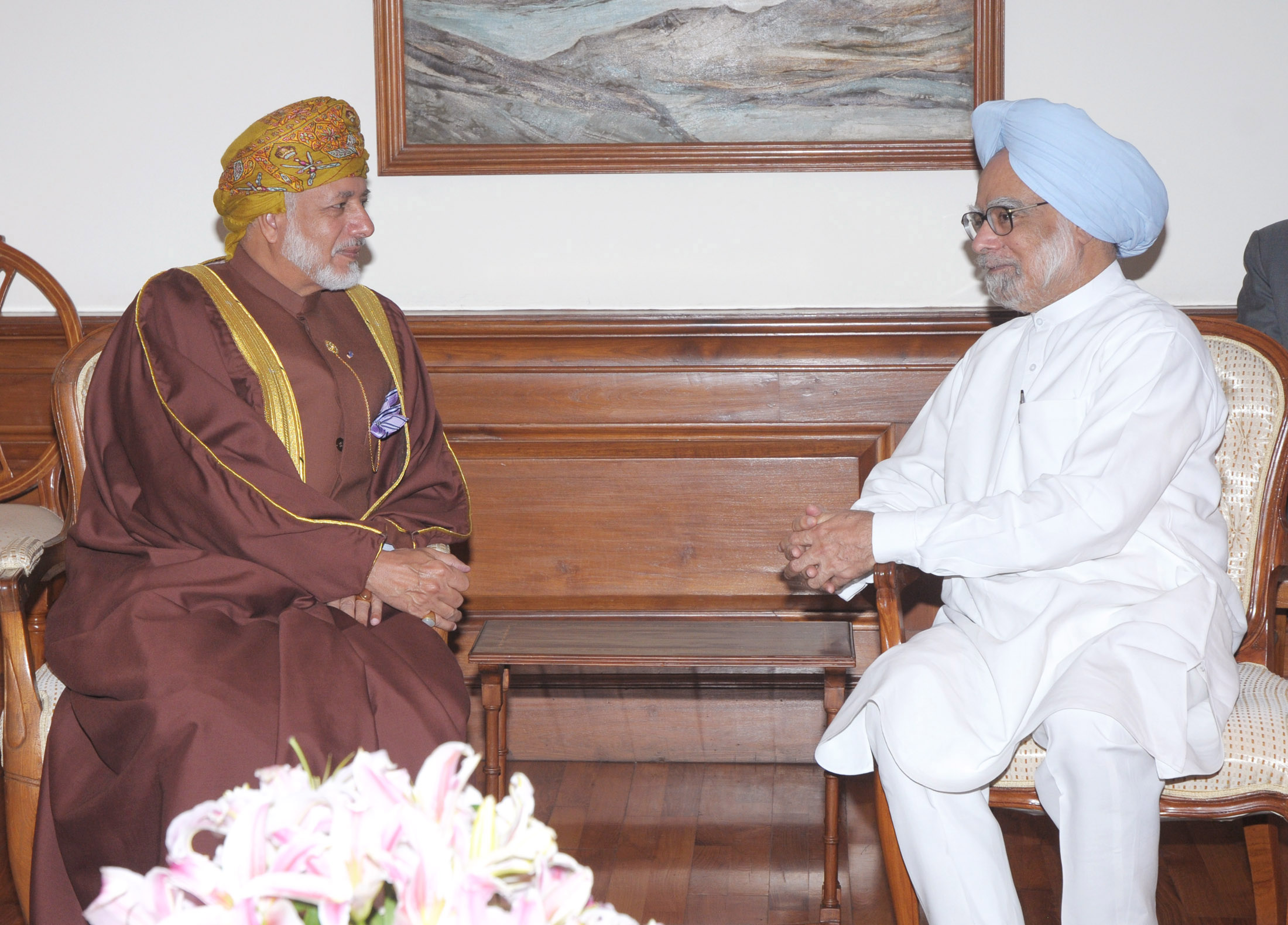
Rencontre entre le ministre des Affaires étrangères omanais Youssef al-Alawi et le Premier ministre indien Manmohan Singh en 2010.

Sous la gouvernance de Saïd ibn Taimour, l'Inde est avec la Grande-Bretagne, le seul pays avec lequel Oman a des relations diplomatiques, via un consulat ouvert en 1955. Les deux États ouvrent des ambassades dans leurs capitales en 1972, et échangent des ambassadeurs en 1973. La même année, ces derniers signent un protocole militaire, qui permet le déploiement de la marine indienne à Oman. En 1984, le Premier ministre indien Rajiv Gandhi, et le sultan Qabous ibn Saïd, signent un nouveau protocole de coopération militaire, qui débouche notamment sur des exercices navals conjoints à partir de 1993.
L’Oman-India Joint Investment Fund (OIJIF) est créée en 2010, partagé entre la State Bank of India (SBI) et le State General Reserve Fund (SGRF) d’Oman et investit dans de nombreux secteurs de l’économie indienne, pour près de 100 millions de dollars entre 2011 et 2021. En 2015, consécutivement à la levée par les États-Unis des sanctions économiques imposées à l'Iran, l'Inde annonce un projet de pipeline sous-marin passant par la mer d'Oman pour s’approvisionner en gaz depuis l'Iran en contournant le Pakistan.
En février 2018, le sultanat donne accès à l'Inde à ses infrastructures portuaires de Duqm. Oman est le seul pays du Golfe avec lequel les trois branches de l’armée indienne – la marine, l’armée de terre et l’armée de l’air – ont effectué des exercices conjoints.

### Relations avec le Pakistan
Oman et la Pakistan sont tous deux membres de l'Organisation de la coopération islamique, et partagent une frontière maritime tracée en 2000 en Mer d'Arabie.  La ville de Gwadar, actuellement située sur le territoire du Pakistan, a longtemps été une enclave omanaise en Inde britannique. Celle-ci a été vendue au Pakistan par le sultan Saïd ibn Taïmour en 1958, soit une décennie après la partition des Indes en plusieurs États, dont le Pakistan.

### Relations avec la Tanzanie
Jusqu'à la fin du XIXe siècle, l'archipel actuellement tanzanien de Zanzibar était rattaché au sultanat d'Oman, ainsi que plusieurs villes côtières de la Tanzanie. L’île de Zanzibar était au cœur du commerce d’esclaves à l'époque de la traite négrière arabe , et la majorité des 800 000 esclaves africains acheminés dans les pays du Golfe entre la fin du XIXe siècle et les années 1930, après avoir été capturés en Afrique de l’Est, l’ont été via des ports yéménites et omanais.
Oman perd l'intégralité de ses possessions africaines en avril 1861 lorsque le sultanat de Zanzibar accède à l'indépendance, appuyé par l'Angleterre et la France. En 1964, la révolution de Zanzibar provoque l'exil de près de 50.000 arabes habitants de cette île, descendants des colons.
Oman établit des relations diplomatiques officielles avec la Tanzanie en 2005. En 2011, la compagnie nationale Oman Air, a établi une liaison directe avec l’île. En 2016, Hafsa Mbamba, directrice générale de « Destination Zanzibar », une importante entreprise touristique locale, estimait que :

« Les Omanais regardent surtout Zanzibar à travers un prisme historique et non pas comme une destination touristique. Nous aimerions davantage promouvoir ce côté-là. Autrefois, Oman et Zanzibar entretenaient des liens historiques et commerciaux forts. Nous souhaitons faire renaître ces liens au nom du tourisme. »

Entre 1964 et 2017, Mascate aurait investi près de 500 millions de dollars au Zanzibar pour différents projets économiques, sociaux, culturels et touristiques, plaçant Oman au troisième rang des pays investisseurs sur l'île, juste derrière les États-Unis et le Kenya. En 2019, on estimait à près de 100 000 le nombre d'Omanais qui auraient des origines zanzibaries et d’Afrique de l’Est, soit près de 5 % de la population du sultanat.

## Une neutralité mise au service de la résolution des conflits

### Un positionnement central et une diplomatie active
Surnommé la « Suisse du Golfe », Oman a plusieurs fois utilisé sa neutralité dans les conflits régionaux pour jouer un rôle de médiateur. Si son positionnement central, notamment religieux est un facteur clé à prendre en compte, le sultanat a aussi investi d'importantes ressources financières dans sa diplomatie. Le vaste ministère des Affaires étrangères d'Oman compte en 2016 près d'un millier de fonctionnaires. Le sultan Qabous lui-même a cumulé, pendant longtemps les titres de Premier ministre, ministre des Affaires étrangères, et ministre de la Défense.
Après sa prise de pouvoir au début des années 1970, celui-ci fait part dans un discours de sa volonté de : « Nouer des relations amicales avec tous les États qui ont offert leur amitié, et même avec ceux qui sont pour le moment inamicaux. ».
Son cousin Haïtham ben Tariq qui le remplace après sa mort en 2020, a officié au ministère des Affaires étrangères pour les affaires politiques à partir de 1986, en tant que sous-secrétaire puis en tant que secrétaire général à partir de 1994.

### Principales médiations du sultanat

#### Les guerres israélo-arabe
Oman soutient en 1977-1978 les accords de Camp David entre l’Égypte et Israël. Ce soutien est d'autant plus remarquable qu'Oman vient alors juste de sortir de son propre isolement diplomatique, tandis que l'Égypte se retrouve à son tour marginalisée dans le monde arabe à cause de son rapprochement avec l'État hébreu. Cinq pays arabes rompent leurs relations diplomatiques avec l'Égypte (la Libye de Mouammar Kadhafi, l'Algérie d'Houari Boumedienne, la Syrie d'Hafez al-Assad, l'Irak de Saddam Hussein, et le Yémen du Sud voisin d'Oman), qui est également exclue de la Ligue arabe.
En 1995, Badr al-Busaidi, alors ambassadeur omanais à l'ONU, est l’un des premiers diplomates arabes à rencontrer Yossi Beilin, vice-ministre israélien des Affaires étrangères, après les accords d’Oslo de 1993. C'est à Mascate que se trouve le dernier vestige de ces accords de paix israélo-arabes : le Centre de recherche sur la désalinisation de l’eau de mer, qui organise deux réunions par an auxquelles continuent de participer Israéliens et Palestiniens.
En 2013, après l’accession d'Hassan Rohani à la présidence de l'Iran (plus modéré que son prédécesseur), le sultan Qabous s'est proposé comme médiateur entre Israël et l'Iran dans le cadre d'une initiative qui, selon le chef du Mossad, « méritait d'être examinée sérieusement ». Mais le Premier ministre israélien Benyamin Netanyahou aurait rejeté l'idée.

#### L'accord sur le nucléaire iranien

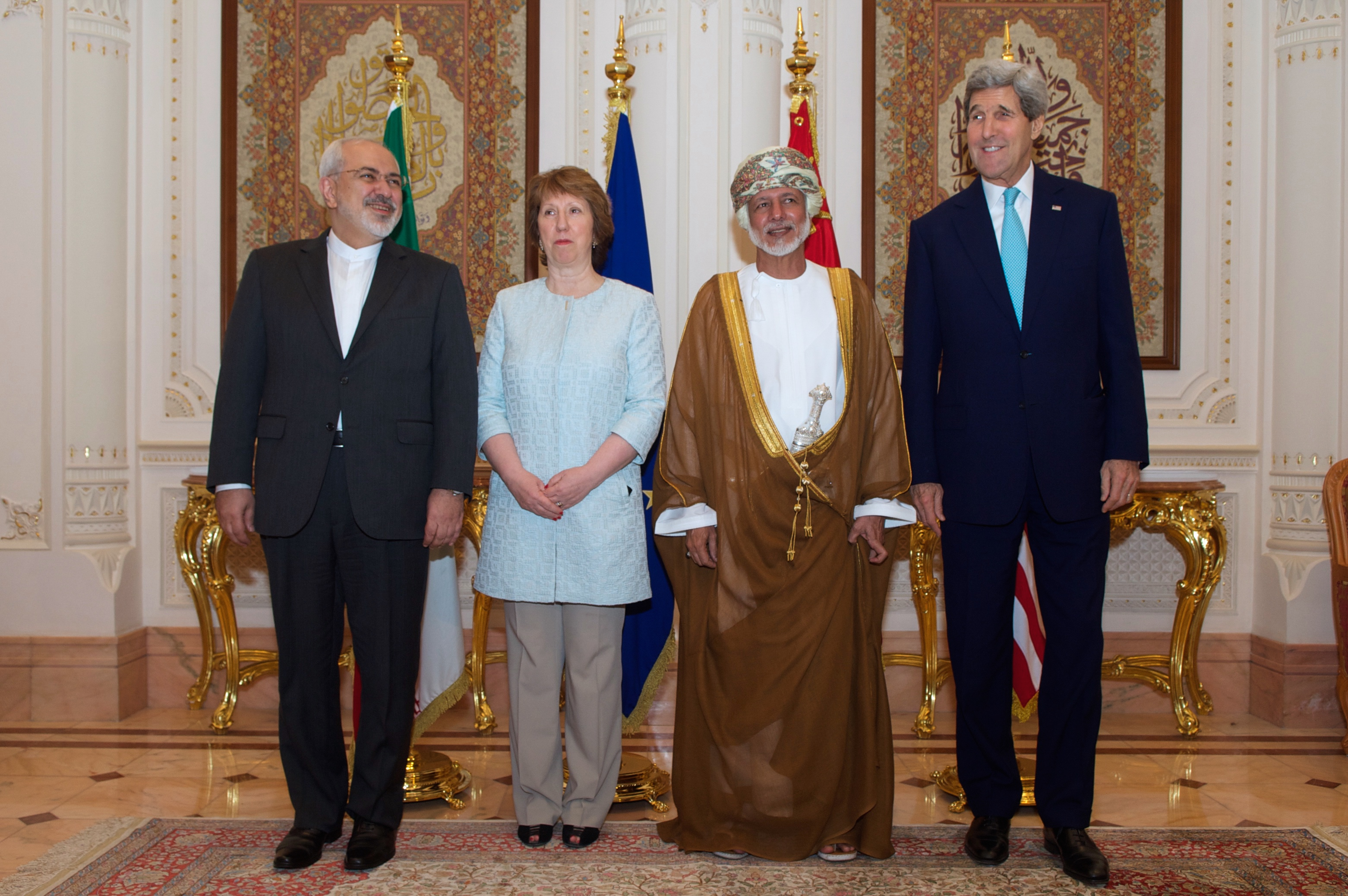
Le Chef de la Diplomatie omanaise Youssef al-Alawi entouré par ses homologues iranien Javad Zarif, européenne Catherine Ashton, et américain John Kerry à Mascate en novembre 2014 pour les négociations de l'accord sur le nucléaire iranien.

En mars 2013, alors que l'Iran est encore gouverné par le président conservateur Mahmoud Ahmadinejad, c'est à Oman que commencent les pourparlers bilatéraux secrets irano-américain, dirigés par les diplomates américains William Joseph Burns (directeur de la CIA depuis mars 2021) et Jake Sullivan, et Ali Asghar Khaji du côté iranien. Selon Bruce Riedel, ex-responsable au sein de la CIA et chercheur à la Brookings Institution, « Les administrations Clinton, Bush et Obama ont toutes utilisé les bons offices de Mascate pour engager le dialogue avec Téhéran ». Selon Hussein Ibish, chercheur à l’Arab Gulf States Institute à Washington, à propos du rôle du Sultanat dans les négociations sur le Joint Comprehensive Plan of Action (JCPoA) : « Oman a toujours été le principal intermédiaire entre ces parties. [...] En tant que médiateur, il donne au Conseil de coopération du Golfe un siège à la table et une contribution directe aux discussions vitales dont ils seraient sinon exclus. ».
En 2025, les négociations entre les États-Unis et l'Iran reprennent sous la médiation d'Oman. Le 12 avril, des délégations iranienne et américaine se rencontrent à Mascate pour rouvrir les négociations sur l'accord sur le nucléaire iranien, au cours desquelles le ministre omanais des Affaires étrangères joue le rôle d'intermédiaire. Interrogé sur la reprise de ces négociations, le président américain Donald Trump, de retour à la Maison-Blanche depuis trois mois, déclare : « Je pense qu’elles vont bien. Rien n’importe avant que ça soit fait. ». Les négociations se poursuivent la semaine suivante à Rome, mais toujours sous médiation omanaise.

#### La guerre civile libyenne
Après la première guerre civile libyenne menant au renversement et à l'exécution de Mouammar Kadhafi Oman acueille à Salalah des délégués libyens chargés de rédiger une nouvelle constitution . Parallèlement, une partie de la famille de l'ancien dirigeant libyen trouve refuge à Oman

#### La guerre civile yéménite
En juin 2015, la diplomate américaine Anne Patterson rencontre à Oman différentes parties impliquées dans le conflit au Yémen pour les convaincre de venir à la conférence pour la paix de Genève. Entre 2016 et 2020, le présidence de Donald Trump à la tête des États-Unis voit le pays se replier sur lui-même et se désintéresser des conflits aux Moyen-Orient, mais son successeur Joe Biden décide de s'y impliquer de nouveau.
Dans ce contexte en mars 2021, Oman organise une nouvelle rencontre entre le négociateur en chef des rebelles, Mohammad Abdelsalam et l'émissaire américain pour le Yémen, Tim Lenderking. En juin 2021, des médiateurs omanais se rendent dans la capitale Sanaa pour rencontrer le chef des houthis, Abdelmalik al-Houthi, et le convaincre d'accepter un cessez-le-feu et de participer aux négociations de paix. En avril 2023, des médiateurs omanais se rendent de nouveau à Sanaa pour s'entretenir avec les dirigeants houthis de la trêve en viveur depuis un an et du processus de paix, accompagnés du négociateur en chef des rebelles Mohammed Abdelsalam, qui vit à Mascate.

#### La «diplomatie des otages»
La capacité d'Oman à s'impliquer en tant que médiateur a aussi permis au sultanat d'obtenir la libération de plusieurs otages détenus au Yémen,,,, et en Iran,,.

#### Relations irano-saoudienne
Après la rupture des relations entre Ryiad et Téhéran faisant suite en janvier 2016 à l'exécution en Arabie saoudite de l'ayatollah chiite Nimr Baqr al-Nimr, puis à la mise à sac de l'ambassade saoudienne à Téhéran et du consulat de Mechhed, Oman sert d'intermédiaire aux deux principales puissances du Moyen-Orient n'ayant officiellement plus de relations diplomatiques. L'Iran, de son côté, tente d'utiliser son amitié avec Oman de tisser des relations avec les pays du Golfe, mais le principale point d’achoppement à leur rapprochement concerne essentiellement leur guerre par procuration au Yémen.

#### Relations syro-américaines
En 2012, les États-Unis suspendent leurs relations avec le gouvernement syrien de Bachar el-Assad en raison de la répression de ce dernier de la révolution syrienne. Depuis lors, Washington est le principal opposant à la réintégration internationale de la Syrie tant que celle-ci est dirigée par ce régime
Pour autant, en avril 2023, deux diplomates révèlent au journal libanais L'Orient le Jour qu'Oman a accueilli des négociations entre le régime syrien et le gouvernement américain, portant sur la libération des otages américains en Syrie, en particulier le journaliste Austin Tice, disparu en 2012. Washington aurait en outre fait savoir à Damas que la libération des otages pouvait être un premier pas pour une négociation plus large. Celle-ci devrait concerner la présence iranienne en Syrie, la libération des détenus politiques, la mise en œuvre des réformes politiques et constitutionnelles, et la lutte contre le trafic de Captagon dont la Syrie est le principal producteur mondial.

#### Crise de la mer Rouge
À partir d'octobre 2023, les rebelles yéménites houthis soutenus et armés par l'Iran multiplient les attaquent contre des bateaux en mer Rouge, en représailles aux bombardements israéliens sur Gaza. En réaction, les armées américaines et britanniques attaquent les houthis en menant plusieurs frappes aériennes à partir de décembre 2023. Le mois suivant, le Sultanat accueille des délégations américaines et iraniennes pour envisager un arrêt des attaques des houthis en échange d'un arrêt des bombardements à Gaza, Téhéran et Washington étant les principaux soutiens étrangers des rebelles yéménites et de l'armée israélienne. Ces délégations, menées par les diplomates Ali Bagheri Kani et Brett McGurk, s'installent dans deux pièces séparées, et font passer leurs demandes par des médiateurs omanais. Si ces échanges n'atteignent pas, à court terme, leur objectif, ils permettent néanmoins d'établir des conditions aux deux parties de fixer des conditions pour éviter de s'affronter directement, notamment en Irak où les deux pays ont des troupes déployées.

## Une ouverture au bénéfice de l'économie
Après 40 ans de règne du sultan Saïd ibn Taïmour, caractérisé par une fermeture au monde extérieur à l'exception du Royaume-Uni, son fils Qabous se montre avide de rattraper le temps perdu après son accession au pouvoir en 1970. Malgré une ouverture économique croissante, le sultanat s'est montré réticent à accepter des financements de pays du Golfe, par peur que cela ne réduise son indépendance politique,. Se sachant au cœur de rivalités stratégiques, Oman fait, sur le plan économique comme géopolitique, une priorité de la diversification des alliances pour maintenir une indépendance relative.
Alors que l'État providence a été largement financée par la rente pétrolière depuis les années 1970, les autorités omanaises, conscientes de l'épuisement à venir des ressources pétrolières du sultanat, ont lancé en 2019 un plan d'ouverture et de restructuration baptisé « Vision 2040 ». Ce plan envisage de réduire le rôle de l’État dans l’économie en stimulant le secteur privé, à développer le tourisme et donner une place plus importante aux investissements étrangers. Enfin, un programme dans le cadre du neuvième plan quinquennal (2016-2020), le programme national pour l’amélioration de la diversification économique (TANFEEDH), dans lequel cinq secteurs sont ainsi sélectionnés par les autorités pour tenter de diminuer la dépendance du budget national aux hydrocarbures : l’industrie manufacturière, les transports et la logistique, le tourisme, la pêche et l’exploitation minière.

### Principaux secteurs économiques

#### Industrie pétrolière
Les premières découvertes de pétrole datent du début des années 1960 et sont exploitées par la « Petroleum Development Oman », co-détenue par Shell, la Compagnie Française des Pétroles, et la Fondation Gulbekian. Après l'accession au pouvoir du sultan Qabous, l'État omanais nationalise la PDO à hauteur de 60 %, et voit ses recettes pétrolières augmenter fortement grâce au choc pétrolier de 1973, qui permet d'engager la modernisation du pays. Cette hausse des recettes pétrolières permet aussi au Sultan Qabous de mettre fin à la guerre du Dhofar, en promettant d'investir massivement dans cette région du sud, dont la pauvreté et la négligence par son père Saïd ibn Taïmour a été l'une des principales causes du soulèvement.
Ainsi, selon un rapport du Programme des Nations unies pour le développement, Oman est le pays au monde dont l’indice de développement humain a le plus progressé entre 1970 et 2010.
Mais si Oman est un pays exportateur de pétrole, celui-ci a toujours refusé d'adhérer à l'OPEP pour se préserver de l'influence des autres pays du Golfe. Pour autant, bien que non-membre de l'OPEP, Oman a généralement suivi les politiques de production adoptées par l'organisation.
En 2018, les revenus du gouvernement reposent à 80 % sur les hydrocarbures, dont l'exploitation représentent près d’un tiers du PIB. Les compagnies pétrolières BP et Total ont d'importantes activités d’exploration et de production à Oman. Néanmoins, la baisse du prix du pétrole en 2014 qui a engendré un déficit important dans les finances publiques, ainsi que la perspective d'épuisement des réserves d'hydrocarbures d'ici 20 ans pour le pétrole et 35 ans pour le gaz, poussent le sultanat à diversifier son économie.

#### Autres secteurs énergétiques
S’inscrivant dans l’ère du temps, Oman souhaite aussi contribuer au développement de l’hydrogène vert. En février 2022, le Sultan Haïtham ben Tariq, qui prévoit notamment la construction d’une usine à hydrogène vert. Sa production sera possible grâce à des parcs éoliens et solaires, étendus sur une zone de 150 km². Oman souhaite devenir partie prenante du projet européen « Fit for 55 » (un ensemble de politiques européennes visant à la réduction des émissions de gaz à effet de serre de 55 % pour 2030), lui ouvrant une nouvelle voie de diversification économique et une opportunité de renforcer sa position sur la scène internationale.

#### Transport et logistique
À l’instar de ses voisins du Golfe, Oman, pays rentier, cherche à accélérer sa diversification économique, en insistant notamment sur les secteurs du transport et de la logistique. Du fait de sa situation géographique sur la mer d'Arabie, l'état des relations internationales d'Oman s'explique en partie par son statut historique de puissance commerciale reliant l’Asie du Sud et l’Afrique de l’Est,

Par leur positionnement stratégique, les deux ports omanais de Duqm et de Salalah attirent depuis plusieurs années les convoitises de plusieurs puissances internationales. Le caractère stratégique de leur position est dû à leur proximité avec les côtes iraniennes, le Yémen, et la Corne de l’Afrique, mais aussi les deux détroits clés de la péninsule arabique, Ormuz et Bab el-Mandeb, par lesquels transite une part significative du commerce mondial. La sultanat a ainsi octroyé d'importantes concessions à la Grande-Bretagne, aux États-Unis, et plus récemment la Chine (dans le cadre des Nouvelles routes de la soie) et l'Inde,. Le Koweït et la Corée du Sud y investissent aussi massivement. 

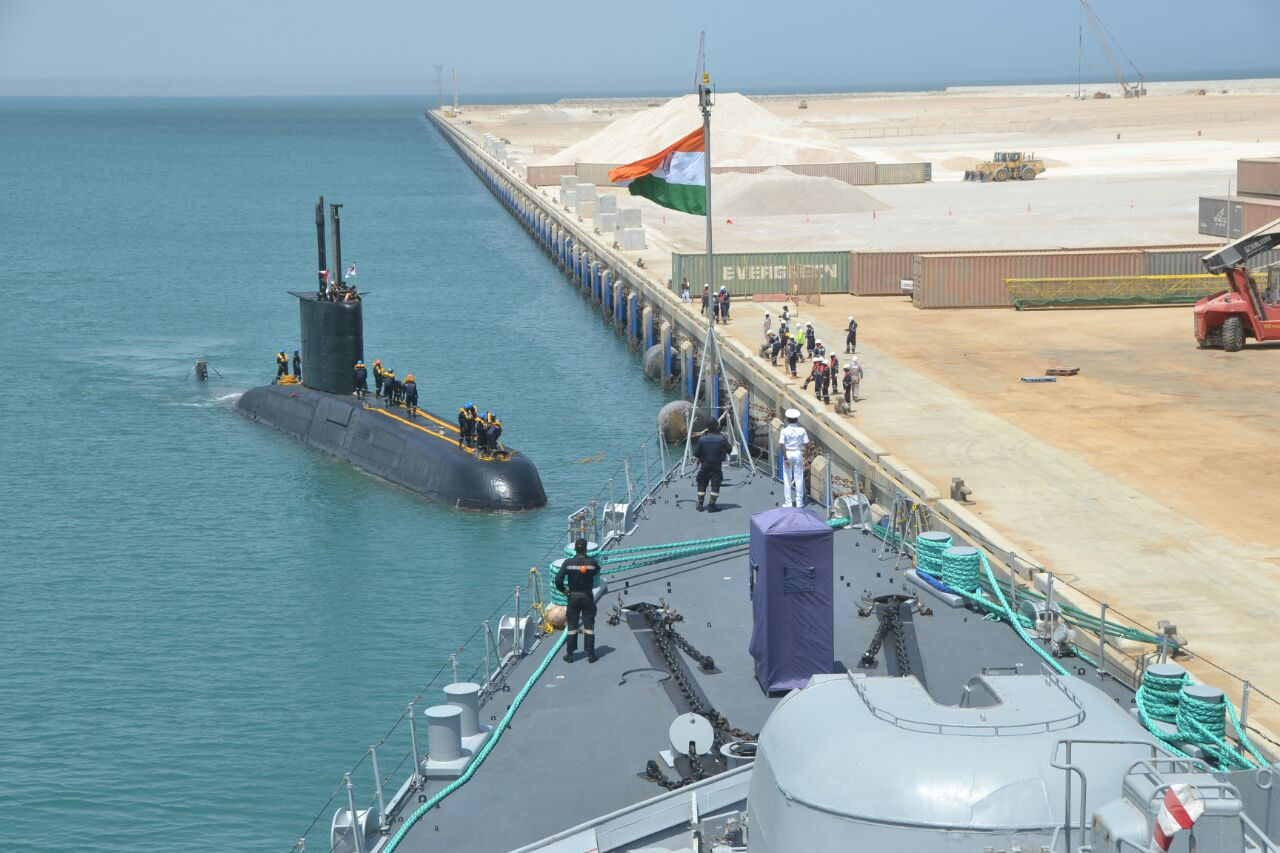
Port de Duqm à Oman.

Néanmoins, cette « ouverture à la concurrence internationale » dans les investissements étrangers dans ses infrastructures portuaires place Oman au centre d'une compétition internationale sur son territoire. L'expansion de la Chine, qui contrôle déjà le port pakistanais de Gwadar et une partie de celui de Djibouti inquiète les États-Unis et l'inde cible de la stratégie chinoise d'encerclement du « collier de perles ». En outre, sur le plan géopolitique, le port omanais de Duqm pourrait concurrencer le port émirati de Jebel Ali et redessiner les rapports de force entre les pays membres du Conseil de Coopération du Golfe.
En outre, le rayonnement des ports omanais n'est possible qu’avec l’agrégation d’infrastructures terrestres nationales pour relier les six économies des pays du Conseil de Coopération du Golfe. Ainsi, en juin 2013, Oman lance le projet d’un réseau ferroviaire, le « Train du Golfe », d’un coût de 15,5 milliards de dollars, dans le cadre d'un projet d'infrastructure plus vaste destiné à connecter les six états du Conseil de coopération du Golfe. Le lancement de ce réseau ferré intra-Golfe serait une opportunité pour certains États, notamment Oman, de faciliter le fret à travers la péninsule arabique, favorisant l’émergence de hubs alternatifs pour l’importation des marchandises, et pour l’exportation de millions de barils d’or noir vers l’Asie. Ce rail régional propulserait les ports omanais ouverts sur l’océan Indien au rang de porte d’entrée vers les marchés du Golfe, car ceux-ci ont l’avantage, de se situer hors du détroit d’Ormuz, que l'Iran menace régulièrement de fermer en réponse aux sanctions économiques américaines. Mais malgré d'évidents bénéfices économiques et environnementaux (en remplaçant une partie du transport régional actuellement effectuée par camions), ce projet ferroviaire peine à se concrétiser, en raison d'une rivalité, voire d'une animosité persistante entre pays du Golfe, comme en témoigne la crise de 2017 à 2021.
En novembre 2018, le ministre israélien des Transports présente à Mascate un autre projet de ligne ferroviaire appelée la « voie de la paix régionale » reliant, le port Haïfa, à travers son pays aux pays du Golfe en passant par la Jordanie.

#### Tourisme

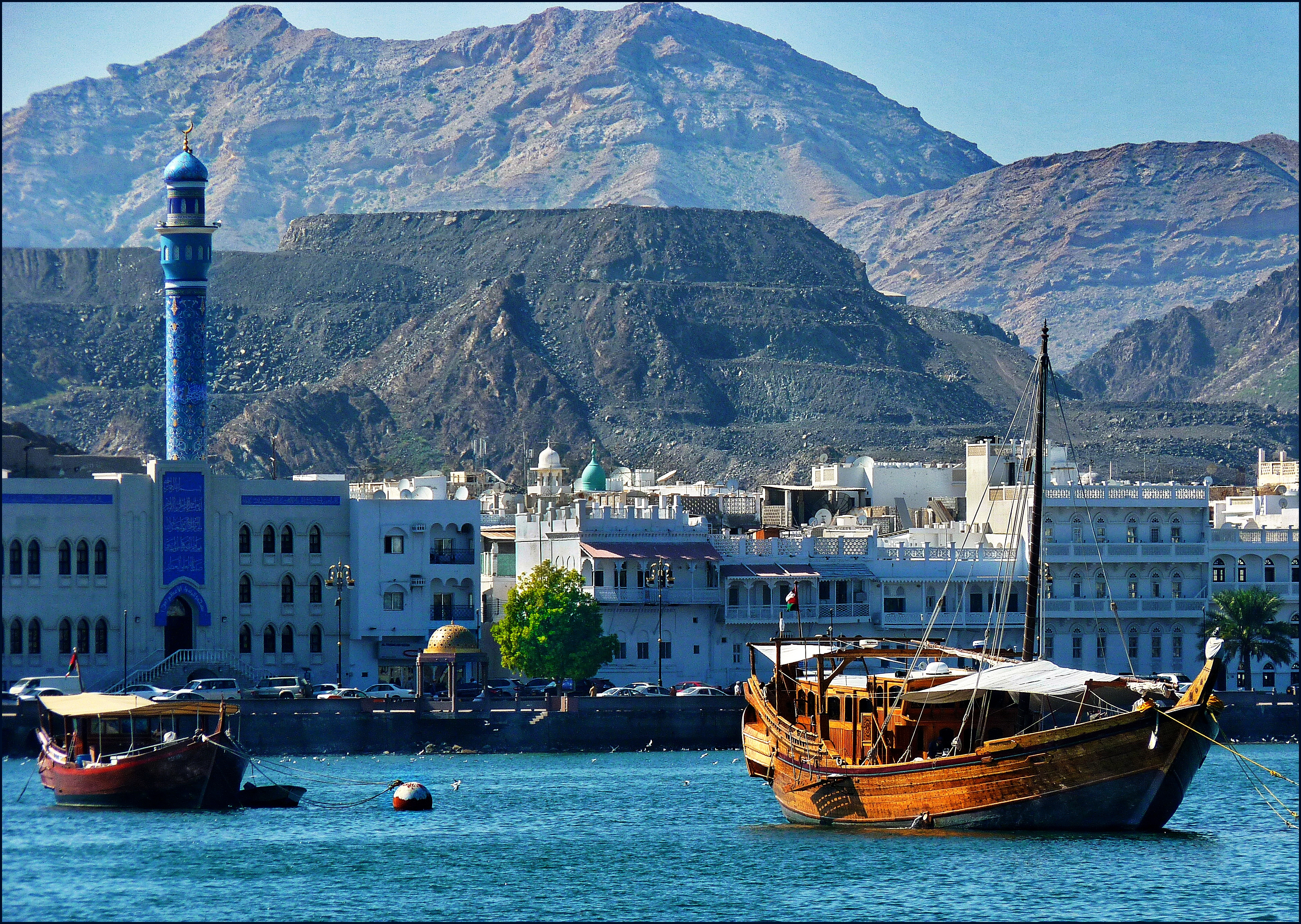
Port du Sultan-Qabous à Mascate.

Enfin, le tourisme, activité quasi inexistante au début des années 2000, se développe depuis le début des années 2010, encouragé par la monarchie qui mise sur cette ressource pour compenser le déclin de sa production de pétrole. Les autorités ont ainsi débloqué un budget de 5,5 milliards d'euros réparti sur vingt-cinq ans pour développer le secteur du tourisme, qui doit permettre d'attirer 40 milliards d'euros d'investissements privés.
En 2017, l'accueil de touristes a rapporté 2,2 milliards de dollars soit 3,2 % du PIB du sultanat, avec notamment une hausse de 20% des touristes français et de 40% des touristes allemands par rapport à 2016. D’ici 2027, le gouvernement omanais espère que l’industrie touristique atteindra 10 % du PIB, alors que le nombre de touristes extérieurs visitant le sultanat augmente de 5 % chaque année. Néanmoins, en 2020, la crise du coronavirus met un coup d'arrêt à la croissance de ce secteur à Oman, alors que 3,2 millions de touristes visitaient le sultanat avant la pandémie, un flux multiplié par 2 en 10 ans.
Pour autant, le développement de ce secteur reste une priorité à long terme pour le sultanat qui mise sur une clientèle haut de gamme plutôt que sur un tourisme de masse. En novembre 2021, la société immobilière saoudienne Dar al-Arkan Real Estate Development s’associe à l’organisation Trump pour développer un projet de golf et de résidences à 4 milliards de dollars dans le sultanat, avec l'appui de la famille régnante.

### Les travailleurs étrangers
En 2020, les étrangers représentent environ 40% de la population d'Oman qui compte environ 4,5 millions d'habitants, alors que plus de 25 millions d'étrangers vivent dans le Golfe, constituant même la majorité de la population au Qatar, au Koweït et aux Émirats arabes unis. Les métiers les plus difficiles notamment dans l'industrie sont exercés par des travailleurs bangladais, philippins et pakistanais, tandis que les postes un peu plus élaborés, sont occupés par des Indiens.

En janvier 2021, le sultanat a annonce l'exclusion des travailleurs étrangers de plusieurs activités du secteur privé dans ce pays du Golfe, afin de favoriser l'emploi des nationaux dans le contexte la crise économique. Les activités concernées les compagnies d'assurance, les magasins ou encore les concessions automobiles, ainsi que le métier de chauffeur ; de ce fait, les permis de travail des étrangers qui occupent ces postes ne sont pas renouvelés. Parallèlement, une directive du Ministère des Finances appelle les entreprises publiques à remplacer leurs employés étrangers par des nationaux, pour offrir des opportunités d'emploi aux Omanais qualifiés et renforcer les compétences et les capacités nationales.

#### Ouvrages
- Marc Lavergne et Brigitte Dumortier, L'Oman contemporain : État, territoire, identité, Karthala, novembre 2003, 500 p. (lire en ligne), p. 101 à 114
- Marc Valeri, Le Sultanat d'Oman : Une révolution en trompe-l'œil, Karthala, 2007, 514 p. (lire en ligne), p. 118 à 125

#### Articles scientifiques et académiques
- Clémence Mayol, « Où est le sultanat d'Oman ? », Outre-Terre,‎ 2007, p. 12 (lire en ligne)
- Lisa Romeo, « Guerre du Dhofar (1964-1976) », Les clés du Moyen-Orient,,‎ 9 avril 2011, p. 2 (lire en ligne)
- Marc Cher-Leparrain, « Fronde d’Oman contre l’Arabie saoudite », Orient XXI,‎ 22 janvier 2014, p. 3 (lire en ligne)
- Gabrielle Legoux, « Oman en passe de devenir la Suisse du Moyen-Orient ? », L'Orient-Le Jour,‎ 4 août 2015, p. 3 (lire en ligne)
- Mathilde Rouxel, « Le Sultanat d’Oman : une exception régionale », Les clés du Moyen-Orient,‎ 23 février 2016 (lire en ligne)
- Alain Gresh, « La diplomatie tranquille d’Oman dans un Golfe en ébullition », Orient XXI,‎ 21 avril 2016, p. 3 (lire en ligne)
- Nikolai Sourkow, « L’histoire méconnue des interventions militaires russes au Proche-Orient », Orient XXI,‎ 28 avril 2016, p. 3 (lire en ligne)
- Camille Lons, « La neutralité d’Oman sous pression », Orient XXI,‎ 29 mai 2018, p. 4 (lire en ligne)
- Matthieu Rey, « 1958. Quand l’Irak découvrait l’espérance révolutionnaire », Orient XXI,‎ 13 juillet 2018, p. 3 (lire en ligne)
- Quentin Müller, « Oman. Le tourisme pour remplacer le pétrole », Orient XXI,‎ 5 février 2019, p. 4 (lire en ligne)
- Quentin Müller, « À Oman, un port stratégique pour contourner le détroit d’Ormuz », Orient XXI,‎ 6 juin 2019, p. 4 (lire en ligne)
- Quentin Müller, « De Zanzibar à Oman, la douloureuse mémoire des exilés », Orient XXI,‎ décembre 2019, p. 4 (lire en ligne)
- Jean Michel Morel, « Extension du domaine de la Chine au Proche-Orient », Orient XXI,‎ 17 février 2020, p. 4 (lire en ligne)
- Marc Pellas, « Oman. Comment le chah d’Iran a sauvé le régime », Orient XXI,‎ 15 mars 2020, p. 4 (lire en ligne)
- Alaeddine Arafat, « Oman. Le nouveau sultan face à cinq défis », Orient XXI,‎ 31 mars 2020, p. 3 (lire en ligne)
- Quentin Müller, « Oman. Incertitudes économiques, défis sociaux », Orient XXI,‎ 30 avril 2020, p. 3 (lire en ligne)
- Elana DeLozier, « Le sultan d'Oman restructure le pouvoir », Orient XXI,‎ 9 septembre 2020, p. 4 (lire en ligne)
- Jean-Louis Miège, « Zanzibar, centre de l'empire omanais », Encyclopædia Universalis,‎ consulté en octobre 2020, p. 1 (lire en ligne)
- Sebastian Castelier, « Le tournant vert qui déboussole Oman », Orient XXI,‎ avril 2021, p. 4 (lire en ligne)
- Sebastian Castelier, « Pétro-États du Golfe, transition économique à risque », Orient XXI,‎ 26 juillet 2021, p. 4 (lire en ligne)
- Justine Clément et Thibaut Klinger, « Entretien avec Thibaut Klinger – La modernisation du Sultanat d’Oman », Les clés du Moyen-Orient,‎ 7 décembre 2021 (lire en ligne)
- Sebastian Castelier, « Le « train du Golfe », une voie semée d’embûches », Orient XXI,‎ 13 décembre 2021 (lire en ligne)
- Justine Clément, « Le port de Duqm (sultanat d’Oman) : futur point stratégique du Golfe (1/2) ? », Les clés du Moyen-Orient,‎ 9 septembre 2022 (lire en ligne)
- Justine Clément, « Le port de Duqm (sultanat d’Oman) : futur point stratégique du Golfe (2/2) ? », Les clés du Moyen-Orient,‎ 16 septembre 2022 (lire en ligne)

#### Presse et vulgarisation
- « Oman prépare son premier réseau ferroviaire, d’un coût de 15,5 milliards de dollars », L'Orient-Le Jour,‎ 16 septembre 2013, p. 2 (lire en ligne)
- « Coup de tonnerre diplomatique : Riyad et ses alliés rompent avec le Qatar », L'Orient-Le Jour,‎ 5 juin 2017, p. 1 (lire en ligne)
- « Le Qatar se tourne vers Oman pour contourner le blocus naval des Émirats », L'Orient-Le Jour,‎ 12 juin 2017, p. 1 (lire en ligne)
- « BP lance la production du gisement gazier de Khazzan à Oman », Ouest-France,‎ 25 septembre 2017, p. 1 (lire en ligne)
- « Isolé par ses voisins du Golfe, Doha se tourne vers Oman », L'Orient-Le Jour,‎ 28 janvier 2018, p. 1 (lire en ligne)
- « Benjamin Netanyahou à Oman : une visite aussi secrète qu'inattendue », France 24,‎ 27 octobre 2018, p. 1 (lire en ligne)
- « Israël doit être accepté comme puissance du Moyen-Orient, selon Oman », L'Orient-Le Jour,‎ 27 octobre 2018, p. 1 (lire en ligne)
- « Total obtient un permis d’exploration à Oman dans le gaz naturel », L'Orient-Le Jour,,‎ 9 avril 2019, p. 2 (lire en ligne)
- « Israël a rétabli ses liens avec Oman, selon le chef du Mossad », Le Figaro,‎ 1er juillet 2019, p. 1 (lire en ligne)
- « Oman nie avoir convenu d'établir des relations diplomatiques avec Israël », Le Point,‎ 2 juillet 2019, p. 1 (lire en ligne)
- « La Syrie signe un accord avec Oman pour la préservation de son patrimoine », L'Orient-Le Jour,‎ 13 octobre 2019, p. 1 (lire en ligne)
- « Mort du sultan Qabous d'Oman, son cousin Haïtham ben Tarek lui succède », L'Orient-Le Jour,‎ 11 janvier 2020, p. 1 (lire en ligne)
- « Mort du sultan Qabous d'Oman : Netanyahu salue un grand dirigeant », L'Orient-Le Jour,‎ 11 janvier 2020, p. 2 (lire en ligne)
- « Qabous Ben Saïd, précieux trait d’union entre les mondes arabe, perse et occidental », Le Monde,‎ 11 janvier 2020, p. 2 (lire en ligne)
- « Haïtham ben Tarek a prêté serment comme nouveau souverain d'Oman », RFI,‎ 11 janvier 2020, p. 1 (lire en ligne)
- Antoine Ajoury, « Qabous, un monarque absolu qui a sorti Oman de l'ombre », L'Orient-Le Jour,‎ 13 janvier 2020, p. 3 (lire en ligne)
- Julie Kebbi, « À Oman, une succession aux enjeux internes et régionaux », L'Orient-Le Jour,‎ 13 janvier 2020, p. 2 (lire en ligne)
- « Le sultan d'Oman a tenté de rapprocher Israël et l'Iran, sans succès », i24NEWS,‎ 4 février 2020., p. 1 (lire en ligne)
- « Le secrétaire d'Etat américain rencontre le nouveau sultan d'Oman », L'Orient-Le Jour,‎ 21 février 2020, p. 1 (lire en ligne)
- « Entretien téléphonique entre les chefs de diplomatie d'Oman et d'Israël », L'Orient-Le Jour,‎ 17 août 2020, p. 2 (lire en ligne)
- « Le Royaume-Uni renforce sa base militaire à Oman », L'Orient-Le Jour,‎ 12 septembre 2020, p. 1 (lire en ligne)
- « Oman devrait être représenté à la cérémonie Israël-Émirats-Bahreïn », L'Orient-Le Jour,‎ 15 septembre 2020 (lire en ligne)
- Soulayma Mardam Bey, « Apres la reprise des pourparlers Téhéran se tourne vers Doha et Mascate », L'Orient le Jour,‎ 14 janvier 2022 (lire en ligne)